# Itinerarium Burdigalense
L'Itinerarium a Burdigala Jerusalem usque et ab Heraclea per Aulonam et per urbem Romam Mediolanum usque, usualmente noto come Itinerarium Burdigalense o Itinerarium Hierosolymitanum, è il più antico racconto conosciuto di un itinerario cristiano. Fu scritto nel 333-334 da un anonimo pellegrino durante il viaggio da Burdigala, l'attuale Bordeaux, fino a Gerusalemme, dov'era diretto per venerare il Santo Sepolcro.

## Presentazione

### I manoscritti in nostro possesso e le loro copie
L'itinerarium Burdigalense è il primo documento di Pellegrinaggio cristiano in Terra santa che possediamo. È stato redatto da un abitante di Bordeaux (all'epoca la città gallo-romana di Burdigala).
Questo documento è più dettagliato rispetto agli altri itinerari in quanto descrive anche le singole mutationes (stazioni di servizio) incontrate lungo il percorso. Così, grazie a questo itinerario, è stato possibile ritrovare le tracce di alcuni luoghi di sosta situati in prossimità delle strade romane. Per esempio, la mutatio Vanesia che è stata individuata recentemente e che ha dato luogo a degli scavi.
Tutte le tappe del percorso lungo le strade romane fino alla Terra santa sono intervallate solo da qualche osservazione. Queste tappe sono suddivise, principalmente, in mutatio, mansio (luoghi di sosta) e civitas (città o territori).
Al giorno d'oggi, si conoscono solo tre manoscritti dell'Itinerarium Burdigalense: il loro titolo completo è Itinerarium a Burdigala Hierusalem usque; et ab Heraclea per Alaunem et per urbe Romam Mediolanum usque sic, la cui traduzione è Itinerario da Burdigala (Bordeaux) a Hierusalem (Gerusalemme) e da Heraclea (Marmara Ereğlisi), per Aulon(Valona) e per la città di Roma, a Mediolanum (Milano).
Il primo di questi manoscritti si trova alla Biblioteca capitolare di Verona, il secondo alla Biblioteca dell'Abbazia di San Gallo e il terzo alla Biblioteca nazionale di Francia. Il manoscritto di Verona non è consultabile online. Un frammento del manoscritto conservato all'abbazia di San Gallo della prima metà del IX secolo è consultabile. Il terzo manoscritto è interamente accessibile online sul sito della BNF Gallica. Esso si trova alla pagina 66r di un'opera contenente diversi itinerari. Oltre a questo manoscritto, più di un centinaio di documenti riguardanti questo pellegrinaggio sono consultabili online sullo stesso sito.
Questi manoscritti sono il risultato della copia di un documento antecedente e, successivamente, sono state realizzate molte edizioni a stampa tra cui si segnalano un esemplare del 1864 tratto dal manoscritto di Verona, consultabile presso la Biblioteca nazionale di Francia e un'opera di Gustav Parthey e Morito Pinder del 1848.
Oltre agli errori iniziali dei monaci amanuensi, se ne sono aggiunti altri nei successivi documenti a stampa. Fu così che dopo Mediolanum, venne aggiunta la tappa Fluvio Frigido, che si trova invece in Slovenia, come l'omonimo fiume e la celebre Battaglia del Frigido. Allo stesso modo, i nomi, le distanze e le intestazioni dei tratti stradali possono divergere in base alle pergamene e alle copie successive.
Il percorso di andata, come indicato dal titolo del documento, descrive l'itinerario da Bordeaux fino a Gerusalemme, con tutte le relative tappe. Invece, per il viaggio di ritorno si descrivono solo i tratti che differiscono dall'andata: da Istanbul (in realtà Marmaraereğlisi) a Milano attraversando la Penisola balcanica per poi risalire la Penisola italiana passando per Roma.
Ogni tratto del percorso è accompagnato da un riepilogo che tiene conto della distanza totale e del numero di tappe e di collegamenti. Le estremità dei tratti sono sistematicamente dei luoghi caratteristici della cristianità di quell'epoca.
In più occasioni l'itinerario redatto dal pellegrino non è tra i più corti; infatti ha fatto delle deviazioni per passare in alcuni luoghi, dove vi erano evidenti tracce di cristianesimo. È il caso, per esempio, di Arles e Valenza per quanto riguarda l'inizio del percorso. In effetti, l'espansione del cristianesimo nel IV secolo era solo parziale. Queste deviazioni erano dovute alla presenza di una diocesi e di alcuni vescovi rinomati.
La descrizione dalla Città santa a Gerusalemme è molto utile. In particolare le informazioni sul Monte del Tempio sono tra le più preziose, come quelle sulla lapis pertusus (roccia forata) dove gli Ebrei si recano a piangere una volta all'anno. Si tratta inoltre della prima menzione della grotta sulla quale sarà costruita la Cupola della Roccia.

### Il Cursus publicus
L'anonimo di Bordeaux ha descritto tutte le tappe del suo percorso. Ha distinto le stazioni essenzialmente in due categorie: le mutationes e le mansiones. Quest'ultime potevano essere rimpiazzate dalle città (civitas), dai castelli o dalle fortezze (castellum), omesse come in Ad Pirum, oppure dai villaggi (vicus). Si tratta dunque della descrizione dettagliata del suo percorso, realizzato grazie al Cursus publicus. Gli altri itinerari dell'antichità (itinerarium) descrivono solo le tappe principali (mansiones), mentre l'anonimo triplica il numero dei luoghi conosciuti aggiungendo le mutationes.
Durante il suo viaggio ha approfittato dell'ospitalità che gli è stata offerta in quanto portatore di un'evictio, di un diploma o tractoriae, il lasciapassare per l'utilizzo di tutti i servizi del Cursus publicus. Grazie a questo titolo, l'anonimo è considerato una grande personalità.
Trattandosi di un cristiano che ha preso parte al pellegrinaggio verso la Terra santa, si potrebbe pensare che fosse un vescovo e che in quanto tale potesse viaggiare accompagnato. Si potrebbe immaginare il vescovo Orientalis e il suo diacono Flavius che approfittano nuovamente del Cursus publicus per recarsi più lontano di Arelate dove si era tenuto il concilio nel 314. Purtroppo, sono gli unici nomi di cristiani di Burdigala del IV secolo che sono giunti fino a noi. Il nostro pellegrino ha visitato tutte le città ritenute importanti dai cristiani dell'epoca, non esitava a fare delle deviazioni restando però sempre sulle viae publicae, le sole vie soggette alle regole del Cursus publicus.

## Itinerario

### Prima parte: da Bordeaux ad Arles
Le tappe di questo pellegrinaggio fino a Tolosa sono contate in leghe galliche (una lega gallica equivale a 1,5 miglia romane), tutto il resto del percorso viene espresso in miglia (milia passuum), l'unità romana di distanza che corrisponde a mille passi (1 478 m).
| Itinerario dell'Anonimo di Bordeaux                                                                                      | Itinerario dell'Anonimo di Bordeaux | Itinerario dell'Anonimo di Bordeaux | Distanze       | Distanze              |
| Nome latino | Nome attuale | Osservazioni | Tra ogni tappa | A partire da Bordeaux |
| ITINERARIVM A BVRDIGALA HIERVSALEM VSQVE ET AB HERACLEA PER AVLONAM ET PER VRBEM ROMAM MEDIOLANVM VSQVE SIC:             | Tragitto del viaggio da Bordeaux a Gerusalemme e da Eraclea a Milano, passando per Valona e per la città di Roma, che si è svolto così:                           | |                |                       |
| CIVITAS BVRDIGALA, VBI EST FLVVIVS GARONNA, PER QUEM FACIT MARE OCEANVM ACCESSA ET RECESSA PER LEVGAS PLVS MINVS CENTVM. | Si parte dalla città di Bordeaux, presso la quale vi è il fiume Garonna, lungo il quale risale la marea dall'oceano per una lunghezza di all'incirca cento leghe. | | 0              | 0                     |
| Mutatio STOMATAS | La Brède | | 7              | 7                     |
| Mutatio SIRIONE | Cérons | | 9              | 16                    |
| Civitas VASATAS | Bazas | | 9              | 25                    |
| Mutatio TRES ARBORES | Les Trois Chênes | | 5              | 30                    |
| Mutatio OSCINEIO | Houeillès | | 8              | 38                    |
| Mutatio SCITTIO | Sos | | 8              | 46                    |
| Civitas ELVSA | Eauze | Questa grande città possiede ancora una zona libera da costruzioni che potrebbe essere soggetta a futuri scavi                          | 8              | 54                    |
| Mutatio VANESIA | Saint-Jean-Poutge | La mutatio è stata trovata nel 1999, in seguito a diverse campagne di scavo                                                             | 12             | 66                    |
| Civitas AVSCIVS | Auch | | 8              | 74                    |
| Mutatio AD SEXTVM | L'Aubergé, Marsan | | 6              | 80                    |
| Mutatio HVNGVNVERRO | La Tonguère | | 7              | 87                    |
| Mutatio BVCCONIS | Forêt de Bouconne | | 7              | 94                    |
| Mutatio AD IOVEM | Pibrac | | 7              | 101                   |
| Civitas THOLOSA | Tolosa | Il percorso, dopo Tolosa, segue le due strade romane: dapprima la Via Aquitania fino a Narbona per poi proseguire lungo la Via Domizia. | 7              | 108                   |
| Mutatio AD NONVM | Pompertuzat | | 9              | 171                   |
| Mutatio AD VICESIMVM | L'Hôpital | | 11             | 182                   |
| Mansio ELVSIONE | Saint-Pierre-d'Alzonne, Montferrand | | 9              | 191                   |
| Mutatio SOSTOMAGO | Castelnaudary | | 9              | 200                   |
| Vicus HEBROMAGO | Bram | | 10             | 210                   |
| Mutatio CEDROS | Caux-et-Sauzens | | 6              | 216                   |
| Castellum CARCASSONE | Carcassonne | | 8              | 224                   |
| Mutatio TRICENSIMVM | Crémadeills | | 8              | 232                   |
| Mutatio HOSVERBAS | Lézignan-Corbières | | 15             | 247                   |
| Civitas NARBONE | Narbona | | 15             | 262                   |
| Civitas BETERRIS | Béziers | | 16             | 278                   |
| Mansio CESSARONE | Saint-Thibéry | | 12             | 290                   |
| Mutatio FORO DOMITI | Les Salles, Montbazin | | 18             | 308                   |
| Mutatio SOSTANTIONE | Castelnau-le-Lez | | 15             | 323                   |
| Mutatio AMBROSI | Ponte Ambroix | | 15             | 338                   |
| Civitas NEMAVSO | Nîmes | | 15             | 353                   |
| Mutatio PONTE AERARIVM                                                                                                   | Bellegarde | Il pellegrino fa un deviazione verso Arles                                                                                              | 12             | 365                   |
| Civitas ARELATE | Arles | | 8              | 373                   |
| FIT A BVRDIGALA ARELATE VSQVE MILIA CCCLXXII, MVTATIONES XXX, MANSIONES XI                                               | La distanza tra Bordeaux e Arles consta di 372 miglia, con 30 cambi di cavalcature e 11 soste.                                                                    | |                |                       |

### Seconda parte: da Arles a Milano
| Itinerario dell'Anonimo di Bordeaux                                              | Itinerario dell'Anonimo di Bordeaux                                                          | Itinerario dell'Anonimo di Bordeaux | Distanze       | Distanze           |
| Nome latino                                                                      | Nome attuale                                                                                 | Osservazioni | Tra ogni tappa | A partire da Arles |
| Mutatio ARNAGINE                                                                 | Saint-Gabriel                                                                                | | 0              | 8                  |
| Mutatio BELLINTO                                                                 | La Roque, Graveson                                                                           | | 10             | 18                 |
| Civitas AVENIONE                                                                 | Avignone                                                                                     | | 5              | 23                 |
| Mutatio CYPRESSETA                                                               | La Traille, Sorgues                                                                          | | 5              | 28                 |
| Civitas ARAUSIONE                                                                | Orange                                                                                       | | 15             | 43                 |
| Mutatio AD LETOCE                                                                | Bollène                                                                                      | | 13             | 56                 |
| Mutatio NOVEM CRARIS                                                             | Le Logis de Berre, les Granges Gontardes                                                     | | 10             | 66                 |
| Mansio ACVNO                                                                     | Montélimar                                                                                   | | 10             | 76                 |
| Mutatio BANTIANIS                                                                | Bance, Saulce-sur-Rhône                                                                      | | 12             | 88                 |
| Mutatio VMBENNO                                                                  | Les Battendons, Étoile-sur-Rhône                                                             | | 12             | 100                |
| Civitas VALENTIA                                                                 | Valence                                                                                      | Fino a Valence si percorre la via Agrippa e si prosegue per la via delle Alpi per poi raggiungere la Via Domizia a Embrun. | 9              | 109                |
| Mutatio CEREBELLIACA                                                             | Sainte-Cerbelle, Ourches                                                                     | | 12             | 121                |
| Mansio AVGVSTA                                                                   | Aouste-sur-Sye                                                                               | | 10             | 131                |
| Mutatio DARENTIACA                                                               | Saillans                                                                                     | | 12             | 143                |
| Civitas DEA VOCONTIORVM                                                          | Die                                                                                          | | 16             | 159                |
| Mansio LVCO                                                                      | Luc-en-Diois                                                                                 | | 12             | 171                |
| Mutatio VOLOGATIS                                                                | Beaurieres                                                                                   | | 9              | 180                |
| INDE ASCENDITVR GAVRA MONS                                                       | Qui si sale la montagna di Gaura                                                             | Si tratta dell'attuale Col de Cabre |                |                    |
| Mutatio CAMBONO                                                                  | La Beaume                                                                                    | | 8              | 188                |
| Mansio MONTE SELEVCI                                                             | La Bâtie-Montsaléon                                                                          | | 8              | 196                |
| Mutatio DAVIANO                                                                  | Veynes                                                                                       | | 8              | 204                |
| Mutatio AD FINEM                                                                 | la Roche-des-Arnauds                                                                         | | 12             | 216                |
| Mansio VAPPINCO                                                                  | Gap                                                                                          | | 11             | 227                |
| Mansio CATORIGAS                                                                 | Chorges                                                                                      | Questa strada tra Caturigomagus e la mansio Ad Fines (ovvero ai limiti delle Alpi Costiere) prima di Torino si chiama più precisamente la Via Alpium Cottiarum                                                                     | 12             | 239                |
| Mansio EBREDVNO                                                                  | Embrun                                                                                       | | 16             | 255                |
| INDE INCIPIVNT ALPES COTTIAE                                                     | Qui cominciano le Alpi Cozie                                                                 | |                |                    |
| Mutatio RAMAE                                                                    | Champcella                                                                                   | Sulla riva destra del Durance | 17             | 272                |
| Mansio BYRIGANTE                                                                 | Briançon                                                                                     | | 17             | 289                |
| INDE ASCENDIS MATRONAM                                                           | Qui sali per Matrona                                                                         | Curiosamente, l'attraversamento delle Alpi passando per Matrona, ovvero il colle del Monginevro non è stato oggetto di nessun commento da parte dell'anonimo.                                                                      |                |                    |
| Mutatio GESDAONE                                                                 | Cesana                                                                                       | | 10             | 299                |
| Mansio AD MARTE                                                                  | Oulx                                                                                         | | 9              | 308                |
| Civitas SEGVSSIONE                                                               | Susa                                                                                         | | 16             | 324                |
| INDE INCIPIT ITALIA                                                              | Qui inizia l'Italia                                                                          | |                |                    |
| Mutatio AD DVODECIMVM                                                            | San Didero                                                                                   | | 12             | 336                |
| Mansio AD FINES                                                                  | Borgata Malano, Avigliana                                                                    | Altro nome: Ad Urbiacum. Qui era il confine tra le Alpi Cozie e Augusta Taurinorum dove veniva riscossa la Quadragesima Galliarum                                                                                                  | 12             | 348                |
| Mutatio AD OCTAVVM                                                               | Rivoli                                                                                       | | 8              | 356                |
| Civitas TAVRINIS                                                                 | Torino                                                                                       | | 8              | 364                |
| Mutatio AD DECIMUM                                                               | tra Settimo e Brandizzo                                                                      | | 10             | 374                |
| Mansio QVADRATIS                                                                 | Verolengo                                                                                    | | 12             | 386                |
| Mutatio CESTE                                                                    | Crescentino                                                                                  | | 11             | 397                |
| Mansio RIGOMAGO                                                                  | Trino                                                                                        | | 8              | 405                |
| Mutatio AD MEDIAS                                                                | Balzola o Popolo, Casale Monferrato                                                          | | 10             | 415                |
| Mutatio AD COTTIAS                                                               | Cozzo                                                                                        | | 13             | 428                |
| Mansio LAVMELLO                                                                  | Lomello                                                                                      | | 12             | 440                |
| Mutatio DVRIIS                                                                   | Dorno                                                                                        | | 8              | 448                |
| Civitas TICINO                                                                   | Pavia                                                                                        | Si prosegue per la Via Ticinensis che conduce fino a Pavia, per raggiungere Milano in linea retta accedendo per la porta Ticinensis.                                                                                               | 12             | 460                |
| Mutatio AD DECIMUM                                                               | Cascina Decima, Lacchiarella                                                                 | La fattoria oggi porta il nome antico | 10             | 470                |
| Civitas MEDIOLANVM                                                               | Milano                                                                                       | Mediolanum, oltre ad essere la capitale durante il periodo della tarda antichità, era la sede di uno sviluppo del cristianesimo attestato dall'Editto di Milano promulgato nel 313 da Costantino e Licinio.                        | 10             | 480                |
| Mansio FLVVIO FRIGIDO                                                            |                                                                                              | Questa tappa è visibilmente di troppo e si tratta di un errore del copista che ha erroneamente traslato qui una tappa che è da collocare più avanti nel percorso, dacché il fiume Frigido si trova molto più lontano, in Slovenia. |                |                    |
| FIT AB ARELATE MEDIOLANVM VSQVE MILIA CCCCLXXV, MVTATIONES LXIII, MANSIONES XXII | La distanza tra Arles e Milano consta di 475 miglia, con 63 cambi di cavalcature e 22 soste. | |                |                    |

### Terza parte: da Milano a Aquileia
| Itinerario dell'Anonimo di Bordeaux                                            | Itinerario dell'Anonimo di Bordeaux                                                            | Itinerario dell'Anonimo di Bordeaux | Distanze (in miglia) | Distanze (in miglia) |
| Nome latino                                                                    | Nome attuale                                                                                   | Osservazioni | Tra ogni tappa       | A partire da Milano  |
| Mutatio ARGENTEA                                                               | Gorgonzola                                                                                     | Da Milano, l'anonimo di Bordeaux segue un tracciato classico sulle strade romane: La via Gallica fino a Verona raggiungendo la via Popilia (Via Annia del nord) a Padova per arrivare alla fine di questo tratto. | 0                    | 10                   |
| Mutatio PONTE AVREOLI                                                          | Pontirolo                                                                                      | | 10                   | 20                   |
| Civitas BERGAMO                                                                | Bergamo                                                                                        | | 13                   | 33                   |
| Mutatio TELLEGATE                                                              | Telgate                                                                                        | | 12                   | 45                   |
| Mutatio TETELLVS                                                               | Ospitaletto                                                                                    | | 10                   | 55                   |
| Civitas BRIXA                                                                  | Brescia                                                                                        | | 10                   | 65                   |
| Mansio AD FLEXVM                                                               | Desenzano del Garda                                                                            | | 11                   | 76                   |
| Mutatio BENEVENTVM                                                             | Ara Decima, Sona                                                                               | | 10                   | 86                   |
| Civitas VERONA                                                                 | Verona                                                                                         | | 10                   | 96                   |
| Mutatio CADIANO                                                                | Caldiero                                                                                       | | 10                   | 106                  |
| Mutatio AVREOS                                                                 | Fracanzana                                                                                     | | 10                   | 116                  |
| Civitas VINCENTIA                                                              | Vicenza                                                                                        | | 11                   | 127                  |
| Mutatio AD FINEM                                                               | Montegalda                                                                                     | Ai confini dei territori di Vicenza e Padova sulla Via Pelosa che ricongiungeva le due città | 11                   | 138                  |
| Civitas PATAVI                                                                 | Padova                                                                                         | | 10                   | 148                  |
| Mutatio AD DVODECIMVM                                                          | Dolo                                                                                           | | 12                   | 160                  |
| Mutatio AD NONVM                                                               | Mestre                                                                                         | | 11                   | 171                  |
| Civitas ALTINO                                                                 | Altino                                                                                         | Nella pianura tra Mestre e Aquileia, è possibile seguire una grande parte del tracciato della via romana (Via Annia) dalle aerofotogrammetrie realizzate durante un periodo di siccità. La città di Altino, inoltre, è stata ritrovata a partire da una campagna di fotografie di questo tipo che ha permesso di rivelare l'ampiezza della città antica. | 9                    | 180                  |
| Mutatio SANOS                                                                  | Cessalto                                                                                       | | 10                   | 190                  |
| Civitas CONCORDIA                                                              | Concordia Sagittaria                                                                           | | 9                    | 199                  |
| Mutatio APICILIA                                                               | Latisana                                                                                       | | 9                    | 208                  |
| Mutatio AD VNDECIMVM                                                           | Chiarisacco, San Giorgio di Nogaro                                                             | | 11                   | 219                  |
| Civitas AQVILEIA                                                               | Aquileia                                                                                       | Sulla Tabula Peutingeriana, dove solo Verona e Altinum sono rappresentate da due edifici, Aquileia, che è descritta come una città splendida, si presenta circondata da una cinta muraria a 6 torri. Essa fa parte, insieme a Nicomedia (Izmit), Nicea (Iznik) e Ravenna, delle rare città di secondo grado dopo le tre città rappresentate all'interno di tre medaglioni (Roma, Costantinopoli e Antiochia di Siria). La città di Aquileia all'epoca era inoltre un altro grande centro del cristianesimo: tra il IV secolo e il XV secolo è stata la sede del patriarcato di Aquileia. | 11                   | 230                  |
| FIT A MEDIOLANO AQVILEIA VSQVE MILIA CCLI, MVTATIONES XXIIII, MANSIONES VIIII. | La distanza tra Milano e Aquileia consta di 251 miglia, con 24 cambi di cavalcature e 9 soste. | |                      |                      |

### Quarta parte: da Aquileia a Sirmio
| Itinerario dell'Anonimo di Bordeaux                                             | Itinerario dell'Anonimo di Bordeaux                                                             | Itinerario dell'Anonimo di Bordeaux | Distanze (in miglia) | Distanze (in miglia)  |
| Nome latino                                                                     | Nome attuale                                                                                    | Osservazioni | Tra ogni tappa       | A partire da Aquileia |
| Mutatio AD VNDECIMVM                                                            | Gradisca d'Isonzo                                                                               | |                      |                       |
| Mutatio AD FORNOLVS                                                             | Prevacina                                                                                       | |                      |                       |
| Mutatio CASTRA                                                                  | Aidussina                                                                                       | |                      |                       |
| INDE SVRGVNT ALPES IVLIAE                                                       | Qui si ergono le Alpi Giulie                                                                    | |                      |                       |
| AD PIRVM SVMMAS ALPES                                                           | Ad Pirum, alla sommità delle Alpi                                                               | Questa località "vicino al pero" era parte delle fortificazioni dette Claustra Alpium Iuliarum. Ad Pirum non viene descritta né come mutatio né come mansio, cosa che l'itinerario tralascia di definire assai poche volte. |                      |                       |
| Mansio LONGATICO                                                                | Longatico                                                                                       | |                      |                       |
| Mutatio AD NONVM                                                                | Log pri Brezovici                                                                               | |                      |                       |
| civitas EMONA                                                                   | Lubiana                                                                                         | |                      |                       |
| Mutatio AD QVARTODECIMO                                                         | Groblje pri Mengšu                                                                              | |                      |                       |
| Mansio HADRANTE                                                                 | Trojane                                                                                         | |                      |                       |
| FINES ITALIAE ET NORCI                                                          | Frontiera tra l'Italia e il Norico                                                              | Confine tra la Regio X e il Norico |                      |                       |
| Mutatio AD MEDIAS                                                               | Ločica ob Savinji, Polzela                                                                      | |                      |                       |
| Civitas CELEIA                                                                  | Celje                                                                                           | |                      |                       |
| Mutatio LOTODOS                                                                 | Stranice                                                                                        | Nonostante l'incertezza sull'effettiva posizione della mutatio, essa era presso Stranice, dove, nel tratto di strada tra la città e Celje, sono stati rinvenuti quattro cippi miliari.                                      |                      |                       |
| Mansio RAGINDONE                                                                | Spodnje Grušovje                                                                                | |                      |                       |
| Mutatio PVLTOVIA                                                                | Stražgonjca                                                                                     | |                      |                       |
| Civitas POETOVIONE                                                              | Ptuj                                                                                            | |                      |                       |
| TRANSIS PONTEM, INTRAS PANNONIAM INFERIOREM                                     | Attraversi il ponte ed entri in Pannonia inferiore                                              | |                      |                       |
| Mutatio RAMISTA                                                                 | Formin                                                                                          | |                      |                       |
| Mansio AQVA VIVA                                                                | Petrijanec                                                                                      | |                      |                       |
| Mutatio POPVLIS                                                                 | Varaždin                                                                                        | |                      |                       |
| Civitas IOVIA                                                                   | Ludbreg                                                                                         | |                      |                       |
| Mutatio SVNISTA                                                                 | Kunovec Breg                                                                                    | |                      |                       |
| Mutatio PERITVR                                                                 | Draganovec                                                                                      | |                      |                       |
| Mansio LENTOLIS                                                                 | Stari Gradac                                                                                    | |                      |                       |
| Mutatio CARDONO                                                                 | Gradina                                                                                         | Questa tappa potrebbe coincidere con la località di Jovia presente nella Tabula Peutingeriana. |                      |                       |
| Mutatio COCCONIS                                                                | Sopje                                                                                           | |                      |                       |
| Mansio SEROTA                                                                   | Viljevo, Našice                                                                                 | |                      |                       |
| Mutatio BOLENTIA                                                                | Orešac                                                                                          | |                      |                       |
| Mansio MAVRIANIS                                                                | Donji Miholjac                                                                                  | |                      |                       |
| INTRAS PANNONIAM SVPERIOREM                                                     | Entri in Pannonia superiore                                                                     | |                      |                       |
| Mutatio SERENA                                                                  | Viljevo                                                                                         | |                      | 3                     |
| Mansio VEREIS                                                                   | Podravski Podgajci                                                                              | |                      |                       |
| Mutatio IOVALIA                                                                 | Valpovo                                                                                         | |                      |                       |
| Mutatio MERSELLA                                                                | Petrijevci                                                                                      | |                      |                       |
| Civitas MVRSA                                                                   | Osijek                                                                                          | |                      |                       |
| Mutatio LEVTVOANO                                                               | Bobota                                                                                          | |                      |                       |
| Civitas CIBALIS                                                                 | Vinkovci                                                                                        | |                      |                       |
| Mutatio CAELENA                                                                 | Orolik                                                                                          | |                      |                       |
| Mansio VLMO                                                                     | Tovarnik                                                                                        | |                      |                       |
| Mutatio SPANETA                                                                 | Bačinci                                                                                         | |                      |                       |
| Mutatio VEDVLIA                                                                 | Martinci                                                                                        | |                      |                       |
| Civitas SIRMIVM                                                                 | Sremska Mitrovica                                                                               | In quest'epoca Sirmium, città da cui provennero ben 10 imperatori romani, svolgeva il ruolo di capitale dell'impero. |                      |                       |
| FIT AB AQVILEIA SIRMIVM VSQVE MILIA CCCCXII, MANSIONES XVII, MVTATIONES XXXVIII | La distanza tra Aquileia e Sirmio consta di 412 miglia, con 38 cambi di cavalcature e 17 soste. | |                      |                       |

### Quinta parte: da Sirmium a Serdica
| Itinerario dell'Anonimo di Bordeaux                                           | Itinerario dell'Anonimo di Bordeaux                                                           | Itinerario dell'Anonimo di Bordeaux | Distanze (in miglia) | Distanze (in miglia) |
| Nome latino                                                                   | Nome attuale                                                                                  | Osservazioni                        | Tra ogni tappa       | A partire da Sirmium |
| Mutatio FOSSIS                                                                | Šašinci Jarak                                                                                 |                                     | 0                    | 9                    |
| Civitas BASSIANIS                                                             | Donji Petrovci                                                                                |                                     | 10                   | 19                   |
| Mutatio NOVICIANI                                                             | Simanovci ?                                                                                   |                                     | 12                   | 31                   |
| Mutatio ALTINA                                                                | Surčin                                                                                        |                                     | 11                   | 42                   |
| Civitas SINGIDVNO                                                             | Belgrado                                                                                      |                                     | 8                    | 50                   |
| FINES PANNONIAE ET MISIAE                                                     | Frontiera tra Pannonia et Mesia                                                               |                                     |                      | 50                   |
| Mutatio AD SEXTVM                                                             | Mali Mokri Lug                                                                                |                                     | 6                    | 56                   |
| Mutatio TRICORNIA CASTRA                                                      | Ritopek                                                                                       |                                     | 6                    | 62                   |
| Mutatio AD SEXTVM MILIAREM                                                    | Grocka                                                                                        |                                     | 7                    | 69                   |
| Civitas AVREO MONTE                                                           | Seone                                                                                         |                                     | 6                    | 75                   |
| Mutatio VINGEIO                                                               | SmederevoVinceia                                                                              |                                     | 6                    | 81                   |
| Civitas MARGO                                                                 | Morava                                                                                        |                                     | 9                    | 90                   |
| Civitas VIMINACIO                                                             | Kostolac                                                                                      |                                     | 10                   | 100                  |
| VBI DIOCLETIANVS OCCIDIT CARINVM                                              | Dove Diocleziano ha ucciso Carino                                                             |                                     |                      |                      |
| Mutatio AD NONVM                                                              | Nabrje                                                                                        |                                     | 9                    | 109                  |
| Mansio MVNECIPIO                                                              | Kaliste                                                                                       |                                     | 9                    | 118                  |
| Mutatio IOVIS PAGO                                                            | Veliko Laole                                                                                  |                                     | 10                   | 128                  |
| Mutatio BAO                                                                   |                                                                                               |                                     | 7                    | 135                  |
| Mansio IDOMO                                                                  | Medveđa                                                                                       |                                     | 9                    | 144                  |
| Mutatio AD OCTAVVM                                                            | Drazmirovac                                                                                   |                                     | 9                    | 153                  |
| Mansio OROMAGO                                                                | Ćuprija                                                                                       |                                     | 8                    | 161                  |
| FINIS MYSSIAE ET ASIAE                                                        | Frontiera tra Mesia e Asia (provincia romana)                                                 |                                     |                      | 161                  |
| Mutatio SARMATORVM                                                            | Gornji Vidovac                                                                                |                                     | 12                   | 173                  |
| Mutatio CAMINITAS                                                             | Razanj ?                                                                                      |                                     | 11                   | 184                  |
| Mansio IPOMPEIS                                                               | Rutevac                                                                                       |                                     | 9                    | 193                  |
| Mutatio RAMPIANA                                                              | Draževac                                                                                      |                                     | 12                   | 205                  |
| Civitas NAISSO                                                                | Niš                                                                                           |                                     | 12                   | 217                  |
| Mutatio REDICIBVS                                                             | Banja                                                                                         |                                     | 12                   | 229                  |
| Mutatio ULMO                                                                  | Ostrovica (Niška Banja)                                                                       |                                     | 7                    | 236                  |
| Mansio ROMANSIANA                                                             | Bela Palanka                                                                                  |                                     | 9                    | 245                  |
| Mutatio LATINA                                                                | Telovac ?                                                                                     |                                     | 9                    | 254                  |
| Mansio TVRRIBUS                                                               | Pirot                                                                                         |                                     | 9                    | 263                  |
| Mutatio TRANSLITIS                                                            | Dimitrovgrad                                                                                  |                                     | 12                   | 275                  |
| Mutatio BALLANSTRA                                                            | Kalotina                                                                                      |                                     | 10                   | 285                  |
| Mansio MELDIA                                                                 | Dragoman                                                                                      |                                     | 9                    | 294                  |
| Mutatio SCRETISCA                                                             | Kostinbrod                                                                                    |                                     | 12                   | 306                  |
| Civitas SERDICA                                                               | Sofia                                                                                         |                                     | 11                   | 317                  |
| FIT A SIRMIVM SERDICA VSQVE MILIA CCCXIIII, MVTATIONES XXIIII, MANSIONES XIII | La distanza tra Sirmium e Sofia consta di 314 miglia, con 24 cambi di cavalcature e 13 soste. |                                     |                      |                      |

### Sesta parte: da Serdica a Costantinopoli
| Itinerario dell'Anonimo di Bordeaux                                                                                   | Itinerario dell'Anonimo di Bordeaux                                                                               | Itinerario dell'Anonimo di Bordeaux | Distanze (in miglia) | Distanze (in miglia) |
| Nome latino | Nome attuale | Osservazioni                        | Tra ogni tappa       | A partire da Serdica |
| Mutatio EXTVOMNE | Kazičene |                                     | 0                    | 8                    |
| Mansio BVRAGARA | Lesnovo |                                     | 9                    | 17                   |
| Mutatio SPARATA | Vakarel |                                     | 8                    | 25                   |
| Mansio HILICA | Ihtiman |                                     | 10                   | 35                   |
| Mutatio SONEIO | Porte di Traiano                                                                                                  |                                     | 8                    | 43                   |
| FINES DACIAE ET TRACIAE                                                                                               | Frontiera tra Dacia e Tracia                                                                                      |                                     |                      | 43                   |
| Mutatio PONTE VCASI                                                                                                   | Dolno Văršilo |                                     | 6                    | 49                   |
| Mansio BONA MANSIO | Vetren |                                     | 6                    | 55                   |
| Mutatio ALVSORE | Bošulja |                                     | 9                    | 64                   |
| Mansio BASAPARE | Sinitovo |                                     | 12                   | 76                   |
| Mutatio TVGVGERO | Joakim Gruevo |                                     | 9                    | 85                   |
| Civitas FILOPOPVLI | Plovdiv |                                     | 12                   | 97                   |
| Mutatio SERNOTA | Manole |                                     | 10                   | 107                  |
| Mutatio PARAMVOLE | Belozem |                                     | 8                    | 115                  |
| Mansio CILLIO | Černa Gora |                                     | 12                   | 127                  |
| Mutatio CARASSVRA | Rupkite |                                     | 9                    | 136                  |
| Mansio ARZO | Kalugerovo |                                     | 11                   | 147                  |
| Mutatio PALAE | Ovčarovo |                                     | 7                    | 154                  |
| Mansio CASTOZOBRA | Izvorovo |                                     | 11                   | 165                  |
| Mutatio RHAMIS | Ljubimec |                                     | 7                    | 172                  |
| Mansio BVRDISTA | Svilengrad |                                     | 11                   | 183                  |
| Mutatio DAPHABAE | Kapitan Andreevo                                                                                                  |                                     | 11                   | 194                  |
| Mansio NICAE | Havsa |                                     | 9                    | 203                  |
| Mutatio TARPODIZO | Babaeski |                                     | 10                   | 213                  |
| Mutatio VRISIO | Kırıkköy |                                     | 7                    | 220                  |
| Mansio VIRGOLES | Lüleburgaz |                                     | 7                    | 227                  |
| Mutatio NARCO | Evrensekiz |                                     | 8                    | 235                  |
| Mansio DRIZVPARA | Misinli |                                     | 9                    | 244                  |
| Mutatio TIPSO | Ulaş |                                     | 8                    | 252                  |
| Mansio TVNORVLLO | Çorlu |                                     | 8                    | 260                  |
| Mutatio BEODIZO | Türkgücü |                                     | 8                    | 268                  |
| Civitas HERACLEA | Marmara Ereğlisi                                                                                                  |                                     | 9                    | 277                  |
| Mutatio BAVNNE | Eski Ereğli |                                     | 12                   | 289                  |
| Mansio SALAMBRIA | Silivri |                                     | 10                   | 299                  |
| Mutatio CALLVM | Büyükçekmece |                                     | 10                   | 309                  |
| Mansio ATYRA | Büyükçekmece |                                     | 10                   | 319                  |
| Mansio REGIO | Fatih |                                     | 12                   | 331                  |
| Civitas CONSTANTINOPOLI                                                                                               | Costantinopoli |                                     | 12                   | 343                  |
| FIT A SERDICA CONSTANTINOPOLI MILIA CCCCXIII, MVTATIONES XII, MANSIONES XX.                                           | La distanza tra Serdica e Costantinopoli consta di 413 miglia, con 12 cambi di cavalcature e 20 soste.            |                                     |                      |                      |
| FIT OMNIS SVMMA A BVRDIGALA CONSTANTINOPOLIM VICIES BIS CENTENA VIGINTI VNVM MILIA, MVTATIONES CCXXX, MANSIONES CXII. | La distanza totale tra Bordeaux e Costantinopoli consta di 2221 miglia, con 230 cambi di cavalcature e 112 soste. |                                     |                      |                      |

### Settima parte: da Costantinopoli a Nicomedia
| Itinerario dell'Anonimo di Bordeaux | Itinerario dell'Anonimo di Bordeaux | Itinerario dell'Anonimo di Bordeaux | Distanze (in miglia) | Distanze (in miglia)        |
| Nome latino | Nome attuale | Osservazioni | Tra ogni tappa       | A partire da Costantinopoli |
| ITEM AMBVLAVIMVS DALMATICO ET ZENOPHILO CONS. III KAL. IUN A CALCEDONIA ET REVERSI SVMVS CONSTANTINOPOLIM VII KAL. IAN. CONS. SVPRASCRIPTO | Abbiamo poi viaggiato da Calcedonia, partendo il 30 maggio dell'anno del consolato di Dalmatico e Zenofilo, e siamo ritornati a Costantinopoli il 25 dicembre dello stesso anno. | Questa è l'unica indicazione cronologica fornita dall'Anonimo e corrisponde al 333 AD, anno del consolato di Dalmazio e di Zenofilo.                                                                                  |                      |                             |
| A CONSTANTINOPOLI TRANSIS PONTVM, VENIS CALCEDONIAM, AMBVLAS PROVINCIAM BITHYNIAM                                                          | A Costantinopoli devi attraversare il Bosforo, vai poi verso la Calcedonia e attraversi la provincia della Bitinia                                                               | |                      |                             |
| Mutatio NASSETE | Maltepe | | 0                    | 7,5                         |
| Mansio PANDICIA | Pendik | | 7,5                  | 15                          |
| Mutatio PONTAMUS | Şekerpınar | | 13                   | 28                          |
| Mansio LIBISSA | Gebze | | 9                    | 37                          |
| IBI POSITVS EST REX ANNIBALIANVS, QVI FVIT AFRORVM                                                                                         | Qui è stato sepolto Annibaliano, che fu signore degli Africani | In realtà si tratta di Annibale Barca, il celebre condottiero cartaginese, che dopo la sconfitta avuta nella Seconda guerra punica, si rifugiò in Bitinia, dove si suicidò per evitare di essere consegnato a Romani. |                      |                             |
| Mutatio BRVNGA | Hereke | | 12                   | 49                          |
| Civitas NICOMEDIA | Nicomedia | | 9                    | 58                          |
| FIT A CONSTANTINOPOLI NICOMEDIA VSQVE MILIA LVIII, MVTATIONES VII, MANSIONES III                                                           | La distanza tra Costantinopoli e Nicomedia consta di 58 miglia, con 8 cambi di cavalcature e 3 soste.                                                                            | |                      | (86 km)                     |

### Ottava parte: da Nicomedia ad Ankara
| Itinerario dell'Anonimo di Bordeaux                                                | Itinerario dell'Anonimo di Bordeaux                                                                         | Itinerario dell'Anonimo di Bordeaux | Distanze (in miglia) | Distanze (in miglia)   |
| Nome latino                                                                        | Nome attuale                                                                                                | Osservazioni                        | Tra ogni tappa       | A partire da Nicomedia |
| Mutatio HYRIBOLVM                                                                  | Yeniköy |                                     | 0                    | 10                     |
| Mansio LIBVM                                                                       | Senaiye |                                     | 11                   | 21                     |
| Mutatio LIADA                                                                      | Sarıağıl |                                     | 12                   | 33                     |
| Civitas NICIA                                                                      | Nicea |                                     | 9                    | 42                     |
| Mutatio SCHINAE                                                                    | Karadin |                                     | 8                    | 50                     |
| Mansio MIDO                                                                        | Taşköprü |                                     | 7                    | 57                     |
| Mutatio CHOGEAE                                                                    | Medetli |                                     | 6                    | 63                     |
| Mutatio THATESO                                                                    | Dikenli Boğaz                                                                                               |                                     | 10                   | 73                     |
| Mansio TUTAIO                                                                      | Arıcaklar                                                                                                   |                                     | 9                    | 82                     |
| Mutatio PROTVNICA                                                                  | Sarihocalar                                                                                                 |                                     | 11                   | 93                     |
| Mutatio ARTEMIS                                                                    | Kilciler |                                     | 12                   | 105                    |
| Mansio DABLAE                                                                      | Çayköy |                                     | 6                    | 111                    |
| Mansio CERATAE                                                                     | Beydili |                                     | 6                    | 117                    |
| FINES BITHINIAE ET GALATIAE                                                        | Confine tra la Bitinia e la Galazia                                                                         |                                     |                      |                        |
| Mutatio FINES                                                                      | Ericek |                                     | 10                   | 127                    |
| Mansio DADASTANO                                                                   | Karahisar                                                                                                   |                                     | 6                    | 133                    |
| Mutatio TRANS MONTE                                                                | Baglıca |                                     | 6                    | 139                    |
| Mutatio MILIA                                                                      | Eymir |                                     | 12                   | 151                    |
| Civitas IULIOPOLIS                                                                 | Çayırhan |                                     | 8                    | 159                    |
| Mutatio HICRONPOTAMVM                                                              | Tahir |                                     | 13                   | 172                    |
| Mansio AGANNIA                                                                     | Dikmen Hüyük                                                                                                |                                     | 11                   | 183                    |
| Mutatio PETROBROGEN                                                                | Perli Çiftlik                                                                                               |                                     | 6                    | 189                    |
| Mansio MNIZOS                                                                      | Balçiçek Çiftliği                                                                                           |                                     | 10                   | 199                    |
| Mutatio PRASMON                                                                    | Ayas |                                     | 12                   | 211                    |
| Mansio MALAGORDIS                                                                  | Avdan |                                     | 9                    | 220                    |
| Mutatio CENAXEM PALIDEM                                                            | Macun Çiftlik                                                                                               |                                     | 13                   | 233                    |
| Civitas ANCHIRA GALATIA                                                            | Ankara |                                     | 13                   | 246                    |
| FIT A NICOMEDIA ANCHIRA GALATIA VSQVE MILIA CCLVII, MVTATIONES XXVI, MANSIONES XII | La distanza tra Nicomedia e Ancira in Galazia consta di 257 miglia, con 26 cambi di cavalcature e 12 soste. |                                     |                      |                        |

### Nona parte: da Ankara a Tarso
| Itinerario dell'Anonimo di Bordeaux                                                | Itinerario dell'Anonimo di Bordeaux                                                          | Itinerario dell'Anonimo di Bordeaux | Distanze (in miglia) | Distanze (in miglia) |
| Nome latino                                                                        | Nome attuale                                                                                 | Osservazioni | Tra ogni tappa       | A partire da Ankara  |
| Mutatio DELEMNA                                                                    | Gölçük                                                                                       | |                      |                      |
| Mansio CVRVEVNTA                                                                   | Oğulbey                                                                                      | |                      |                      |
| Mutatio ROSOLODIACO                                                                | Deliler Çiftliği                                                                             | |                      |                      |
| Mutatio ALIASSVM                                                                   | Avşar                                                                                        | |                      |                      |
| Civitas ASPONA                                                                     | Sarıhüyük                                                                                    | |                      |                      |
| Mutatio GALEA                                                                      | Büyük Bıyık                                                                                  | |                      |                      |
| Mutatio ANDRAPA                                                                    | Keles Hüyük                                                                                  | |                      |                      |
| FINES GALATIAE ET CAPPADOCIAE                                                      | Confine tra la Galazia e la Cappadocia                                                       | |                      |                      |
| Mansio PARNASSO                                                                    | Değirmenyolu                                                                                 | |                      |                      |
| Mansio IOGOLA                                                                      | Üzengilik                                                                                    | |                      |                      |
| Mansio NITALIS                                                                     | Kabakülak                                                                                    | |                      |                      |
| Mutatio ARGVSTANA                                                                  | Yeniyuva                                                                                     | |                      |                      |
| Civitas COLONIA                                                                    | Aksaray                                                                                      | |                      |                      |
| Mutatio MOMOASSON                                                                  | Gökçe                                                                                        | |                      |                      |
| Mansio ANATHIANGO                                                                  | Nenizigözü                                                                                   | Questa località è stata una piccola sede vescovile nota per aver avuto come suo vescovo il celebre padre della Chiesa Gregorio Nazianzeno. |                      |                      |
| Mutatio CHVSA                                                                      | Yazıköy                                                                                      | |                      |                      |
| Mansio SASIMA                                                                      | Hasanköy                                                                                     | |                      |                      |
| Mansio ANDAVILIS                                                                   | Yeniköy                                                                                      | |                      |                      |
| IBI EST VILLA PAMMATI, VNDE VENIUNT EQVI CVRVLES                                   | Qui si trova la villa di Pammazio, donde provengono i cavalli dei magistrati curuli.         | |                      |                      |
| Civitas THYANA                                                                     | Kemerhisar                                                                                   | |                      |                      |
| INDE FVIT APOLLONIVS MAGVS                                                         | Da qui proveniva il mago Apollonio di Tiana                                                  | |                      |                      |
| Civitas FAVSTINOPOLI                                                               | Başmakçı                                                                                     | |                      |                      |
| Mutatio CAENA                                                                      | Ömerli                                                                                       | |                      |                      |
| Mansio OPODANDO                                                                    | Pozantı                                                                                      | |                      |                      |
| Mutatio PILAS                                                                      | Han                                                                                          | |                      |                      |
| FINES CAPPADOCIAE ET CILICIAE                                                      | Confine tra la Cappadocia e la Cilicia                                                       | |                      |                      |
| Mansio MANSVCRINAE                                                                 | Kırıtlar                                                                                     | |                      |                      |
| Civitas TARSO                                                                      | Gözlü Kule                                                                                   | |                      |                      |
| INDE FVIT APOSTOLVS PAVLVS                                                         | Da qui proveniva l'apostolo Paolo di Tarso                                                   | |                      |                      |
| FIT AD ANCHIRA GALATIA TARSO VSQVE MILIA CCCXLIII, MVTATIONES XXV, MANSIONES XVIII | La distanza tra Ankara e Tarso consta di 343 miglia, con 25 cambi di cavalcature e 18 soste. | |                      |                      |

### Decima parte: da Tarso ad Antiochia
| Itinerario dell'Anonimo di Bordeaux                                          | Itinerario dell'Anonimo di Bordeaux                                                                       | Itinerario dell'Anonimo di Bordeaux | Distanze (in miglia) | Distanze (in miglia) |
| Nome latino                                                                  | Nome attuale                                                                                              | Osservazioni                        | Tra ogni tappa       | A partire da Tarso   |
| Mutatio PARGAIS                                                              | Gökçeler                                                                                                  |                                     |                      |                      |
| Civitas ADANA                                                                | Adana |                                     |                      |                      |
| Civitas MANSISTA                                                             | Yakapınar                                                                                                 |                                     |                      |                      |
| Mutatio TARDEQVEIA                                                           | Kurtkulağı                                                                                                |                                     |                      |                      |
| Mansio CATAVOLO                                                              | Muttalip Höyüğü                                                                                           |                                     |                      |                      |
| Mansio BAIAE                                                                 | Bayyas |                                     |                      |                      |
| Mansio ALEXANDRIA SCABIOSA                                                   | İskenderun                                                                                                |                                     |                      |                      |
| Mutatio PICTANVS                                                             | Belen |                                     |                      |                      |
| FINES CILCIAE ET SYRIAE                                                      | Confine tra la Cilicia e la Siria                                                                         |                                     |                      |                      |
| Mansio PAGRIOS                                                               | Bağras |                                     |                      |                      |
| Civitas ANTIOCHIA                                                            | Antiochia di Siria                                                                                        |                                     |                      |                      |
| FIT A TARSO CILICIAE ANTIOCHIA VSQVE MILIA CXLI, MUTATIONES X, MANSIONES VII | La distanza tra Tarso in Cilicia e Antiochia consta di 141 miglia, con 10 cambi di cavalcature e 7 soste. |                                     |                      |                      |

### Undicesima parte: da Antiochia a Tiro
| Itinerario dell'Anonimo di Bordeaux                                     | Itinerario dell'Anonimo di Bordeaux                                                           | Itinerario dell'Anonimo di Bordeaux | Distanze (in miglia) | Distanze (in miglia)   |
| Nome latino                                                             | Nome attuale                                                                                  | Osservazioni                        | Tra ogni tappa       | A partire da Antiochia |
| AD PALATIVM DAFNE                                                       | Harbiye                                                                                       |                                     |                      |                        |
| Mutatio HYSDATA                                                         |                                                                                               |                                     |                      |                        |
| Mansio PLATANVS                                                         |                                                                                               |                                     |                      |                        |
| Mutatio BACCAIAS                                                        |                                                                                               |                                     |                      |                        |
| Mansio CATELAS                                                          |                                                                                               |                                     |                      |                        |
| Civitas LADICA                                                          | Latakia                                                                                       |                                     |                      |                        |
| Civitas GABALA                                                          | Jableh                                                                                        |                                     |                      |                        |
| Civitas BALANEAS                                                        | Baniyas                                                                                       |                                     |                      |                        |
| FINES SYRIAE COELIS ET FOENICIS                                         | Confine tra la Celesiria e la Fenicia                                                         |                                     |                      |                        |
| Mutatio MARACCAS                                                        | Khrab Maraqiye                                                                                |                                     |                      |                        |
| Mansio ANTARADVS                                                        | Tartus                                                                                        |                                     |                      |                        |
| EST CIVITAS IN MARE A RIPA MILIA II                                     | La città è situata in un'isola nel mare distante dalla costa 2 miglia.                        |                                     |                      |                        |
| Mutatio SPICLIN                                                         |                                                                                               |                                     |                      |                        |
| Mutatio BASILISCVM                                                      |                                                                                               |                                     |                      |                        |
| Mansio ARCAS                                                            | Tell 'Arqa                                                                                    |                                     |                      |                        |
| Mutatio BRVTTVS                                                         | Al-Abde                                                                                       |                                     |                      |                        |
| Civitas TRIPOLI                                                         | Tripoli                                                                                       |                                     |                      |                        |
| Mutatio TRICLIS                                                         | El Heri                                                                                       |                                     |                      |                        |
| Mutatio BRVTTOS ALIA                                                    | Batroun                                                                                       |                                     |                      |                        |
| Mutatio ALCOBILE                                                        |                                                                                               |                                     |                      |                        |
| Mutatio HELDVA                                                          | Khan el-Khulde                                                                                |                                     |                      |                        |
| Civitas BIRITO                                                          | Beirut                                                                                        |                                     |                      |                        |
| Mutatio PARPHIRION                                                      | Khan Nebi Yunas                                                                               |                                     |                      |                        |
| Civitas SIDONA                                                          | Sidone                                                                                        |                                     |                      |                        |
| INDE SAREPTA                                                            | Sarepta                                                                                       |                                     |                      |                        |
| IBI HELIAS AD VIDVAM ASCENDIT ET PETIIT SIBI CIBVM                      |                                                                                               |                                     |                      |                        |
| Mutatio AD NONVM                                                        |                                                                                               |                                     |                      |                        |
| Civitas TYRO                                                            | Tiro                                                                                          |                                     |                      |                        |
| FIT AB ANTIOCHIA TYRO VSQVE MILIA CLXXIIII, MVTATIONES XX, MANSIONES XI | La distanza tra Antiochia e Tiro consta di 174 miglia, con 20 cambi di cavalcature e 11 soste |                                     |                      |                        |

### Dodicesima parte: da Tiro a Cesarea di Palestina
| Itinerario dell'Anonimo di Bordeaux                                     | Itinerario dell'Anonimo di Bordeaux                                                                 | Itinerario dell'Anonimo di Bordeaux | Distanze (in miglia) | Distanze (in miglia)   |
| Nome latino                                                             | Nome attuale                                                                                        | Osservazioni                        | Tra ogni tappa       | A partire da Antiochia |
| Mutatio ALEXANDROSCHENE                                                 | |                                     |                      |                        |
| Mutatio ECDEPPA                                                         | Achziv                                                                                              |                                     |                      |                        |
| Civitas PTOLOMAIDA                                                      | Acri                                                                                                |                                     |                      |                        |
| Mutatio CALAMON                                                         | |                                     |                      |                        |
| Mansio SICAMINOS                                                        | Tel Shiqmona                                                                                        |                                     |                      |                        |
| IBI EST MONS CARMELVS, IBI HELIAS SACRIFICIVM FACIEBAT                  | In questo luogo si trova il Monte Carmelo, dove Elia offriva il sacrificio.                         |                                     |                      |                        |
| Mutatio CERTHA                                                          | |                                     |                      |                        |
| FINES SYRIAE FINICES ET PALESTINAE                                      | Confine tra la Siria Fenicia e la Syria Palestina                                                   |                                     |                      |                        |
| Civitas CAESAREA PALESTINA ID EST IVDEA                                 | Cesarea marittima                                                                                   |                                     |                      |                        |
| FIT A TYRO CAESAREA PALESTINA MILIA LXIII, MVTATIONES II, MANSIONES III | La distanza tra Tiro e Cesarea marittima consta di 63 miglia, con 2 cambi di cavalcature e 3 soste. |                                     |                      |                        |

### Tredicesima parte: da Cesarea di Palestina a Gerusalemme
| Itinerario dell'Anonimo di Bordeaux | Itinerario dell'Anonimo di Bordeaux | Itinerario dell'Anonimo di Bordeaux | Distanze (in miglia) | Distanze (in miglia) |
| Nome latino | Nome attuale | Osservazioni                        | Tra ogni tappa       | A partire da Cesarea |
| IBI EST BALNEVS CORNELII CENTVRIONIS, QVI MVLTAS ELYMOSYNAS FACIEBAT | Qui si trova il balneum del centurione Cornelio, il quale compiva molte elemosine. |                                     |                      |                      |
| INDE EST TERTIO MILIARIO MONS SYNA, VBI FONS EST, IN QVEM MVLIER EST LAVERIT, GRAVIDA FIT | Poi, dopo tre miglia, si trova il monte Sina, dove vi è una fonte nella quale, se una donna vi farà un bagno, potrà rimanere incinta. |                                     |                      |                      |
| Civitas MAXIMIANOPOLI | Megiddo |                                     |                      |                      |
| Civitas ISDRADELA | Tel Yizre'el |                                     |                      |                      |
| IBI SEDIT ACHAB REX ET HELIAS PROPHETAVIT; IBI EST CAMPVS, VBI DAVID GOLIAT OCCIDIT | Qui risiedette il re Acab ed Elia profetizzò; qui vi è anche il campo dove Davide uccise Golia |                                     |                      |                      |
| Civitas SCITHOPOLI | Beit She'an |                                     |                      |                      |
| ASER, VBI FVIT VILLA IOB | Tayasir, dove si trovava la casa di Giobbe |                                     |                      |                      |
| Civitas NEAPOLI | Nablus |                                     |                      |                      |
| IBI EST MONS AGAZAREN: IBI DICVNT SAMARITANI ABRAHAM SACRIFICIVM OBTVLISSE, ET ASCENDVNTVR VSQVE AD SVMMVM MONTEM GRADI NVMERO MCCC | Qui si trova il monte Gerizim, dove i Samaritani dicono che Abramo abbia offerto un sacrificio, e si può salire fin sulla cima del monte grazie ad una scalinata composta da 1300 gradini. |                                     |                      |                      |
| INDE AD PEDEM MONTIS IPSIVS LOCVS EST, CVI NOMEN EST SECHIM | E poi ai piedi di questo monte vi è un luogo chiamato Sechim |                                     |                      |                      |
| IBI EST MONVMENTVM, VBI POSITVS EST IOSEPH IN VILLA, QVAM DEDIT EI IACOB PATER EIVS | Qui si trova il sepolcro dove venne deposto Giuseppe, e si trova nella casa che gli diede Giacobbe suo padre. |                                     |                      |                      |
| INDE RAPTA EST ET DINA FILIA IACOB A FILIIS AMORREORVM | Qui fu anche rapita Dina, figlia di Giacobbe, da parte dei figli degli Amorrei |                                     |                      |                      |
| INDE PASSVS MILLE LOCVS EST CVI NOMEN SECHAR, VNDE DESCENDIT MVLIER SAMARITANA AD EVNDEM LOCVM, VBI IACOB PVTEVM FODIT, VT DE EO AQVAM IMPLERET, ET DOMINVS NOSTER IESVS CHRISTVS CVM EA LOCUTVS EST; VBI SVNT ET ARBORES PLATANI, QVAS PLANTAVIT IACOB, ET BALNEVS, QVI DE EO PVTEO LAVATVR  | Inoltre, a mille passi di distanza, vi è un luogo di nome Sechar, dove Giacobbe scavò il pozzo, e verso il quale la donna samaritana salì per attingere acqua e dove il Nostro Signore Gesù Cristo parlò con lei; qui vi sono anche degli alberi di platano, piantati da Giacobbe, e un bagno nel quale ci si può lavare coll'acqua dello stesso pozzo.         |                                     |                      |                      |
| INDE MILIA XXVIII EVNTIBVS HIERVSALEM IN PARTE SINISTRA EST VILLA, QVAE DICITVR BETHAR | Poi, proseguendo 28 miglia in direzione di Gerusalemme, sul lato sinistro, vi è un paesino che è chiamato Bethar. |                                     |                      |                      |
| INDE PASSVS MILLE EST LOCVS, VBI IACOB, CVM IRET IN MESOPOTAMIAM, ADDORMIVIT, ET IBI EST ARBOR AMIGDALA, ET VIDIT VISVM ET ANGELVS CVM EO LVCTATVS EST | In seguito, mille passi più in là, vi è il luogo dove Giacobbe, nel mentre si recava in Mesopotamia, cadde addormentato dove si trova l'albero di mandorlo e lì ebbe la visione della scala e un angelo lottò con lui. |                                     |                      |                      |
| IBI FVIT REX HIEROBOAM, AD QVEM MISSVS PROPHETA, VT CONVERTERETVR AD DEVM EXCELSVM; ET IVSSVM FVERAT PROPHETAE, NE CVM PSEVDOPROPHETAM, QVEM SE CVM REX HABEBAT, MANDVCARET, ET QVIA SEDVCTVS EST A PSEVDOPROPHETA ET CVM EO MANDVCAVIT REDIENS, OCCVRRIT PROPHETAE LEO IN VIA ET OCCIDIT EVM | Qui accadde anche l'episodio di Geroboamo, al quale fu inviato un profeta affinché si convertisse al Dio altissimo; il profeta ingiunse al re di non pasteggiare col falso profeta che egli teneva con sé, ma poiché il re fu irretito dal falso profeta e pasteggiò con lui al ritorno, il profeta incontrò un leone durante il cammino e la bestia lo uccise. |                                     |                      |                      |
| INDE HIERVSALEM | E poi Gerusalemme |                                     |                      |                      |
| FIT A CAESAREA PALESTINA HIERVSALEM VSQVE MILIA CXVI, MANSIONES IIII, MVTATIONES IIII | La distanza tra Cesarea Marittima e Gerusalemme consta di 116 miglia, con 4 cambi di cavalcature e 4 soste. |                                     |                      |                      |

### Quattordicesima parte: a Gerusalemme e nei dintorni
| Itinerario dell'Anonimo di Bordeaux | |              |
| Testo latino | Traduzione | Osservazioni |
| SVNT IN HIERVSALEM PISCINAE MAGNAE DVAE AD LATVS TEMPLI, ID EST VNA AD DEXTERAM, ALIA AD SINISTRAM, QVAS SALOMON FECIT, INTERIVS VERO CIVITATI SVNT PISCINAE GEMELLARES QVINQVE PORTICVS HABENTES, QVAE APPELLANTVR BEHTSAIDA.                                                                                                   | Ci sono in Gerusaleme due grandi piscine ai lati del Tempio, una a destra ed una sinistra, che fece Salomone, più all'interno della città ci sono cinque piscine gemelle, con portici, che si chiamano Bethsaida                            |              |
| IBI AEGRI MVLTORVM ANNORVM SANABANTVR. | Qui coloro che erano malati da molti anni riacquistavano la salute |              |
| AQVAM AVTEM HABENT HAE PISCINAE IN MODVM COCCINI TVRBATAM. | |              |
| EST IBI ET CRIPTA, VBI SALOMON DAEMONES TORQVEBAT. | E qui c'è anche una cripta, dove Salomone tormentava i Demoni |              |
| IBI EST ANGLVS TVRRIS EXCELSISSIMAE, VBI DOMINVS ASCENDIT ET DIXIT EI IS, QVI TEMPTABAT EVM, ET AIT EI DOMINUS: NON TEMPTABIS DOMINVM DEVM TVVM, SED ILLI SOLI SERVIES. | |              |
| IBI EST ET LAPIS ANGVLARIS MANGVS, DE QVO DICTVM EST: LAPIDEM, QVEM REPROBAVERVNT AEDIFICANTES, HIC FACTVS EST AD CAPVT ANGVLI. | |              |
| ET SVB PINNA TVRRIS IPSIVS SVNT CVBICVLA PLVRIMA, VBI SALOMON PALATIVM HABEBAT. | |              |
| IBI ETIAM CONSTAT CVBICVLVS, IN QVO SEDIT ET SAPIENTIAM DESCRIPSIT; IPSE VERO CVBICVLVS VNO LAPIDE EST TECTVS. | |              |
| SVNT IBI ET EXCEPTVRIA MAGNA AQVAE SVBTERRANEAE ET PISCINAE MAGNO OPERE AEDIFICATAE. | |              |
| ET IN AEDE IPSA, VBI TEMPLVM FVIT, QVEM SALOMON AEDIFICAVIT, IN MARMORE ANTE ARAM SANGVINEM ZACHARIAE IBI DICAS HODIE FVSVM; ETIAM PARENT VESTIGIA CLAVORUM MILITVM, QVI EVM OCCIDERVNT, PER TOTAM AREAM, VT PVTES IN CERA FIXVM ESSE.                                                                                           | |              |
| SVNT IBI ET STATVAE DVAE HADRIANI; EST ET NON LONGE DE STATVAS LAPIS PERTVSVS, AD QVEM VENIVNT IVDAEI SINGVLIS ANNIS ET VNGVENT EVM ET LAMENTANT SE CVM GEMITV ET VESTIMENTA SVA SCINDVNT ET SIC RECEDVNT. | |              |
| EST IBI ET DOMVS EZECHIAE REGIS IVDAE. | E qui c'è la casa di Ezechia , re di Giuda. |              |
| ITEM EXEVNTIBVS HIERVSALEM, VT ASCENDAS SION, IN PARTE SINISTRA ET DEORSVM IN VALLE IVXTA MVRVM EST PISCINA, QVAE DICITVR SILOA; HABET QVADRIPORTICVM; ET ALIA PISCINA GRANDIS FORAS. | |              |
| HAEC FONS SEX DIEBVS ATQVE NOCTIBVS CVRRIT, SEPTIMA VERO DIE EST SABBATVM: IN TOTVM NEC NOCTE NEC DIE CVRRIT. | |              |
| IN EADEM ASCENDITVR SION ET PARET VBI FVIT DOMVS CAIFAE SACERDOTIS, ET COLVMNA ADHVC IBI EST,IN QVA CHRISTVM FLAGELLIS CECIDERVNT. | |              |
| INTVS AVTEM INTRA MVRVM SION PARET LOCVS, VBI PALATIVM HABVIT DAVID. | |              |
| ET SEPTEM SYNAGOGAE, QVAE ILLIC FVERVNT, VNA TANTVM REMANSIT, RELIQVAE AVTEM ARANTVR ET SEMINANTVR, SICVT ISAIAS PROPHETA DIXIT. | |              |
| INDE VT EAS FORIS MVRVM DE SION, EVNTIBVS AD PORTAM NEAPOLITANAM AD PARTEM DEXTRAM DEORSVM IN VALLE SVNT PARIETES, VBI DOMVS FVIT SIVE PRAETORIVM PONTII PILATI; IBI DOMINVS AVDITVS EST, ANTEQVAM PATERETVR. | |              |
| A SINISTRA AVTEM PARTE EST MONTICVLVS GOLGOTHA, VBI DOMINVS CRVCIFIXVS EST. | Dalla parte di sinistra poi c'è il piccolo monte del Golgota, dove il Signore fu crocifisso. |              |
| INDE QVASI AD LAPIDEM MISSVM EST CRIPTA, VBI CORPVS EIVS POSITVM FVIT ET TERTIA DIE RESVRREXIT; IBIDEM MODO IVSSV CONSTANTINI IMPERATORIS BASILICA FACTA EST, ID EST DOMINICVM,MIRAE PVLCHRITVDINIS HABENS AD LATVS EXCEPTVRIA, VNDE AQVA LEVATVR, ET BALNEVM A TERGO, VBI INFANTES LAVANTVR.                                    | |              |
| ITEM AD HIERVSALEM EVNTIBVS AD PORTAM, QVAE EST CONTRA ORIENTEM, VT ASCENDATVR IN MONTE OLIVETI, VALLIS, QVAE DICITVR IOSAFATH, AD PARTEM SINISTRAM, VBI SVNT VINEAE, EST ET PETRA VBI IVDAS SCARIOTH CHRISTVM TRADIDIT: A PARTE VERO DEXTRA EST ARBOR PALMAE, DE QVA INFANTES RAMOS TVLERVNT ET VENIENTE CHRISTO SUBSTRAVERVNT. | |              |
| INDE NON LONGE QVASI AD LAPIDIS MISSVM SVNT MONVMENTA DVO MONVBILES MIRAE PVLCHRITVDINIS FACTA: IN VNVM POSITVS EST ISAIAS PROPHETA, QVI EST VERE MONOLITVS, ET IN ALIO EZECHIAS REX IVDAEORVM. | |              |
| INDE ASCENDIS IN MONTEM OLIVETI, VBI DOMINVS ANTE PASSIONEM APOSTOLOS DOCVIT: IBI FACTA EST BASILICA IVSSV CONSTANTINI. | Quindi ascendi sul monte Oliveto, dove il Signore insegnò prima della Passione: qui per ordine di Costantino è stata fatta una Basilica. |              |
| INDE NON LONGE EST MONTICVLVS, VBI DOMINVS ASCENDIT ORARE ET APPARVIT ILLIC MOYSES ET HELIAS, QVANDO PETRVM ET IOHANNEM SECVM DVXIT. | Non lontano da li c'è il piccolo monte, dove il Signore ascese per pregare e apparve tra Mosè ed Elia, quando condusse seco Pietro e Giovanni.                                                                                              |              |
| INDE AD ORIENTEM PASSVS MILLE QVINGENTOS EST VILLA, QUAE APPELLATVR BETHANIA; EST IBI CRIPTA, VBI LAZARVS POSITVS FVIT, QVEM DOMINVS SVSCITAVIT. | |              |
| ITEM AD HIERVSALEM IN HIERICHO MILIA XVIII. | Poi da Gerusalemme per Gerico ci vogliono 18 miglia |              |
| DESCENDENTIBVS MONTEM IN PARTE DEXTRA RETRO MONVMENTVM EST ARBOR SICOMORI, IN QVA ZACHAEVS ASCENDIT, VT CHRISTVM VIDERET. | Scendendo dal monte sulla parte destra, dietro al monumento c'è un albero di sicomoro, su cui salì Zaccheo per vedere Cristo. |              |
| A CIVITATE, PASSVS MILLE QVINGENTOS EST IBI FONS HELISEI PROPHETAE. | A cinquecento passi dalla città vi è la fonte del profeta Eliseo |              |
| ANTEA SI QVA MVLIER EX IPSA AQVA BIBEBAT, NON FACIEBAT NATOS. | Un tempo, se una donna beveva quest'acqua, non era più in grado di avere figli |              |
| ADLATVM EST VAS FICTILE HELISEO, MISIT IN EO SALES ET VENIT ET STETIT SVPER FONTEM ET DIXIT: HAEC DICIT DOMINVS: SANAVIT AQVAS HAS. | Fu poi portato un orcio di terracotta in cui Eliseo mise del sale e, giunto e posizionatosi sopra la fonte, questo esclamò: Così dice il Signore: egli ha risanato queste acque                                                             |              |
| EX EO SI QVA MVLIER INDE BIBERIT, FILIOS FACIET. | Da quel momento, se una donna avesse bevuto di quell'acqua, avrebbe potuto avere figli |              |
| SVPRA EVNDEM VERO FONTEM EST DOMVS RACHAB FORNICARIAE, AD QVAM EXPLORATORES INTROIERVNT ET OCCVLTAVIT EOS, QVANDO HIERICHO EVERSA EST, ET SOLA EVASIT. | Sopra quel fonte c'è la casa della prostituta Rachab, nella quale entrarono gli esploratori e li nascose, quando Gerico fu distrutta e da sola fuggì.                                                                                       |              |
| IBI FVIT CIVITAS HIERICHO, CVIVS MVROS GYRAVERVNT CVM ARCA TESTAMENTI FILII ISRAEL ET CECIDERVNT MVRI. | Qui vi fu la città di Gerico, alle cui mura i figli d'Israele girarono attorno coll'Arca dell'Alleanza e quegli stessi muri crollarono |              |
| EX EO NON PARET NISI LOCVS, VBI FVIT ARCA TESTAMENTI ET LAPIDES XII, QVOS FILII ISRAEL DE IORDANE LEVAVERVNT. | |              |
| IBIDEM IESVS FILIVS NAVE CIRCVMCIDIT FILIOS ISRAEL. | Nel medesimo luogo Giosuè figlio di Nun circoncise i figli d'Israele. |              |
| ET CIRCVMCISIONES EORVM SEPELIVIT. | E seppellì le loro circoncisioni. |              |
| ITEM AD HIERICHO AD MARE MORTVVM MILIA NOVEM. | Poi da Gerico al Mar Morto ci sono nove miglia di distanza. |              |
| EST AQUA IPSIVS VALDE AMARISSIMA, VBI IN TOTVM NVLLIVS GENERIS PISCIS EST NEC ALIQVA NAVIS, ET SI QVI HOMINUM MISERIT SE, VT NATET, IPSA AQVA EVM VERSAT. | L'acqua di questo mare è estremamente salata e in esso non vi è alcun genere di pesci né una qualche nave, e se qualcuno volesse andarci a fare il bagno, l'acqua lo respinge.                                                              |              |
| INDE AD IORDANE, VBI DOMINVS A IOHANNE BAPTIZATVS EST, MILIA QVINQVE. | Poi, dopo cinque miglia di percorso, si arriva al fiume Giordano, dove il Signore fu battezzato da Giovanni il Battista. |              |
| IBI EST LOCVS SVPER FLVMEN, MONTICVLVS IN ILLA RIPA, VBI RAPTVS EST HELIAS IN CAELVM. | Lì sul fiume c'è anche il luogo, ovvero una collinetta attaccata alla riva, dove Elia fu rapito in cielo. |              |
| ITEM AB HIERVSALEM EVNTIBVS BEHTLEEM MILIA QVATTVOR SVPER STRATA IN PARTE DEXTRA EST MONVMENTVM, VBI RACHEL POSITA EST, VXOR IACOB. | |              |
| INDE MILIA DVO A PARTE SINISTRA EST BETHLEEM, VBI NATVS EST DOMINVS IESVS CHRISTVS; IBI BASILICA FACTA EST IVSSV CONSTANTINI. | |              |
| INDE NON LONGE EST MONVMENTVM EZECHIEL. | Poco distante da lì vi è il sepolcro di Ezechiele |              |
| ASAPH, IOB ET IESSE, DAVID, SALOMON, ET HABET IN IPSA CRIPTA AD LATVS DEORSVM DESCENDENTIBVS HEBRAEIS LITTERIS SCRIPTVM NOMINA SVPRA SCRIPTA. | |              |
| INDE BETHASORA MILIA XIIII, VBI EST FONS, IN QVO PHILIPPVS EVNVCHVM BAPTIZAVIT. | Poi, a 14 miglia, vi è Bethasora, dove vi è la fonte nella quale Filippo battezzò l'eunuco etiope |              |
| INDE TEREBINTO MILIA VIIII, VBI ABRAHAM HABITAVIT ET PVTEVM FODIT SVB ARBORE TEREBINTHO ET CVM ANGELIS LOCVTVS EST ET CIBVM SVMPSIT; IBI BASILICA FACTA EST IVSSV CONSTANTINI MIRAE PVLCHRITVDINIS. | Poi, dopo nove miglia, vi è Terebinto, dove Abramo abitò e scavò un pozzo sotto un albero di terebinto e dove conversò e pasteggiò coi tre angeli; in questo luogo, per volere di Costantino fu edificata una basilica di mirabile bellezza |              |
| INDE TEREBINTO CEBRON MILIA II, VBI EST MEMORIA PER QVADRVM EX LAPIDIBVS MIRAE PVLCHRITVDINIS, IN QVA POSITI SVNT ABRAHAM, ISAAC, IACOB, SARRA, REBECCA ET LIA. | |              |

### Quindicesima parte: da Gerusalemme a Cesarea di Palestina
| Itinerario dell'Anonimo di Bordeaux                                                                                         | Itinerario dell'Anonimo di Bordeaux                                                                                               | Itinerario dell'Anonimo di Bordeaux | Distanze (in miglia) | Distanze (in miglia)     |
| Nome latino | Nome attuale | Osservazioni                        | Tra ogni tappa       | A partire da Gerusalemme |
| ITEM AB HIERUSOLYMA SIC | Di nuovo partendo da Gerusalemme il percorso è questo:                                                                            |                                     |                      |                          |
| Civitas NICOPOLI | Emmaus |                                     |                      |                          |
| Civitas LIDDA | Lod |                                     |                      |                          |
| Mutatio ANTIPATRIDA | Tel Ras el-'Ain |                                     |                      |                          |
| Mutatio BETTHAR | Et Tire |                                     |                      |                          |
| Civitas CAESAREA | Cesarea marittima |                                     |                      |                          |
| FIT OMNIS SVMMA A CONSTANTINOPOLI VSQVE HIERVSALEM MILIA VNDECIES CENTENA LXIIII MILIA, MVTATIONES LXVIIII, MANSIONES LVIII | La distanza totale tra Costantinopoli e Gerusalemme consta di 1164 miglia, con 69 cambi di cavalcature e 58 soste.                |                                     |                      |                          |
| ITEM PER NICOPOLI CAESAREA MILIA LXXIII SEMIS, MUTATIONES V, MANSIONES III                                                  | Per andare a Cesarea Marittima passando per Emmaus la distanza consta di 73 miglia e mezzo, con 5 cambi di cavalcature e 3 soste. |                                     |                      |                          |

### Sedicesima parte: da Eraclea a Valona
| Itinerario dell'Anonimo di Bordeaux                                                                         | Itinerario dell'Anonimo di Bordeaux                                                                  | Itinerario dell'Anonimo di Bordeaux                          | Distanze (in miglia) | Distanze (in miglia) |
| Nome latino                                                                                                 | Nome attuale                                                                                         | Osservazioni                                                 | Tra ogni tappa       | A partire da Eraclea |
| ITEM AB HERACLEA PER MACHEDONIO                                                                             | Si parte poi da Eraclea passando per la Macedonia                                                    |                                                              |                      |                      |
| Mutatio AEREA                                                                                               | |                                                              |                      |                      |
| Mansio REGISTO                                                                                              | |                                                              |                      |                      |
| Mutatio BEDIZO                                                                                              | |                                                              |                      |                      |
| Civitas APRIS                                                                                               | Kermeyan                                                                                             |                                                              |                      |                      |
| Mutatio ZESVTERA                                                                                            | |                                                              |                      |                      |
| FINIS EUROPAE ET RHODOPEAE                                                                                  | Confine tra l'Europa e la Rodope                                                                     |                                                              |                      |                      |
| Mansio SIROGELLIS                                                                                           | Malkara                                                                                              |                                                              |                      |                      |
| Mutatio DRIPPA                                                                                              | |                                                              |                      |                      |
| Mansio GIPSILA                                                                                              | İpsala                                                                                               |                                                              |                      |                      |
| Mutatio DEMAS                                                                                               | Feres                                                                                                |                                                              |                      |                      |
| Civitas TRAIANOPOLI                                                                                         | Traianopoli                                                                                          |                                                              |                      |                      |
| Mutatio AD VNIMPARA                                                                                         | |                                                              |                      |                      |
| Mutatio SALEI                                                                                               | Alessandropoli                                                                                       |                                                              |                      |                      |
| Mutatio MELALICO                                                                                            | |                                                              |                      |                      |
| Mansio BEROZICHA                                                                                            | |                                                              |                      |                      |
| Mutatio BREIEROPHARA                                                                                        | |                                                              |                      |                      |
| Civitas MAXIMIANOPOLI                                                                                       | Komotini                                                                                             |                                                              |                      |                      |
| Mutatio AD STABVLODIO                                                                                       | |                                                              |                      |                      |
| Mutatio RVMBODONA                                                                                           | |                                                              |                      |                      |
| Civitas EPYRVM                                                                                              | Paradeisos                                                                                           |                                                              |                      |                      |
| Mutatio PVRDIS                                                                                              | Petropigi                                                                                            |                                                              |                      |                      |
| FINE RHODOPEAE ET MACEDONIAE                                                                                | Confine tra la Rodope e la Macedonia                                                                 |                                                              |                      |                      |
| Mansio HERCONTROMA                                                                                          | Nea Karvali                                                                                          |                                                              |                      |                      |
| Mutatio NEAPOLIM                                                                                            | Kavala                                                                                               |                                                              |                      |                      |
| Civitas PHILIPPIS, VBI PAVLVS ET SILEAS IN CARCERE FVERVNT                                                  | Filippoi                                                                                             |                                                              |                      |                      |
| Mutatio AD DVODECIMVM                                                                                       | Fotolivos                                                                                            |                                                              |                      |                      |
| Mutatio DOMEROS                                                                                             | Domiros                                                                                              |                                                              |                      |                      |
| Civitas AMPHIPHOLIM                                                                                         | Anfipoli                                                                                             |                                                              |                      |                      |
| Mutatio PENNANA                                                                                             | Asprovalta                                                                                           |                                                              |                      |                      |
| Mutatio PERIPIDIS                                                                                           | Rentina                                                                                              |                                                              |                      |                      |
| IBI POSITVS EST EVRIPIDIS POETA                                                                             | Qui è stato sepolto il poeta Euripide                                                                |                                                              |                      |                      |
| Mansio APPOLLONIA                                                                                           | Nea Apollonia                                                                                        |                                                              |                      |                      |
| Mutatio HERACLEVSTIBVS                                                                                      | Konios                                                                                               |                                                              |                      |                      |
| Mutatio DVO DEA                                                                                             | |                                                              |                      |                      |
| Civitas THESSALONICA                                                                                        | Salonicco                                                                                            |                                                              |                      |                      |
| Mutatio AD DECIMVM                                                                                          | |                                                              |                      |                      |
| Mutatio GEPHIRA                                                                                             | Gefyra                                                                                               |                                                              |                      |                      |
| Civitas POLLI, VNDE FVIT ALEXANDER, MAGNVS MACEDO                                                           | Pella, da dove proveniva Alessandro, il grande macedone                                              |                                                              |                      |                      |
| Mutatio SCVRIO                                                                                              | Aravissos                                                                                            |                                                              |                      |                      |
| Civitas EDISSA                                                                                              | Edessa                                                                                               |                                                              |                      |                      |
| Mutatio AD DVODECIMVM                                                                                       | Arnissa                                                                                              |                                                              |                      |                      |
| Mansio CELLIS                                                                                               | Kelli                                                                                                |                                                              |                      |                      |
| Mutatio GRANDE                                                                                              | Kleidi                                                                                               |                                                              |                      |                      |
| Mutatio MELITONVS                                                                                           | Kato Kalliniki                                                                                       |                                                              |                      |                      |
| Civitas HERACLEA                                                                                            | Bitola                                                                                               |                                                              |                      |                      |
| Mutatio PARAMBOLE                                                                                           | Dolenci                                                                                              |                                                              |                      |                      |
| Mutatio BRVCIDA                                                                                             | Bukovo                                                                                               |                                                              |                      |                      |
| FINIS MACEDONIAE ET EPHYRI                                                                                  | Confine tra la Macedonia e Epiro                                                                     |                                                              |                      |                      |
| Civitas CLEDO                                                                                               | Ocrida                                                                                               |                                                              |                      |                      |
| Mutatio PATRAS                                                                                              | |                                                              |                      |                      |
| Mansio CLAVDANON                                                                                            | Urakë                                                                                                |                                                              |                      |                      |
| Mutatio IN TABERNAS                                                                                         | |                                                              |                      |                      |
| Mansio GRANDAVIA                                                                                            | Spathar                                                                                              |                                                              |                      |                      |
| Mutatio TREIECTO                                                                                            | Mirakë                                                                                               |                                                              |                      |                      |
| Mansio HISCAMPIS                                                                                            | Teqin Madhe, Elbasan                                                                                 |                                                              |                      |                      |
| Mutatio AD QVINTVM                                                                                          | Bradashesh                                                                                           |                                                              |                      |                      |
| Mansio COLADIANA                                                                                            | Mafmutaga                                                                                            |                                                              |                      |                      |
| Mansio MARVSIO                                                                                              | Shënepremte                                                                                          | L'identificazione di questa località con Ad Novas è incerta. |                      |                      |
| Mansio ABSOS                                                                                                | Senen                                                                                                |                                                              |                      |                      |
| Mutatio STEFANAPHANA                                                                                        | Donofrosë                                                                                            |                                                              |                      |                      |
| Civitas APPOLLONIA                                                                                          | Pojan                                                                                                |                                                              |                      |                      |
| Mutatio STEFANA                                                                                             | Qesar                                                                                                |                                                              |                      |                      |
| Mansio AVLONA TREIECTVM                                                                                     | Kepi Triportit, Valona                                                                               |                                                              |                      |                      |
| FIT OMNIS SVMMA AB HERACLEA PER MACHEDONIAM AVLONA VSQVE MILIA DCLXXXVIII, MVTATIONES LVIII, MANSIONES XXV. | La distanza totale tra Eraclea e Capua consta di 688 miglia, con 58 cambi di cavalcature e 25 soste. |                                                              |                      |                      |

### Diciassettesima parte: da Valona a Capua
| Itinerario dell'Anonimo di Bordeaux                                                    | Itinerario dell'Anonimo di Bordeaux | Itinerario dell'Anonimo di Bordeaux | Distanze (in miglia) | Distanze (in miglia) |
| Nome latino                                                                            | Nome attuale | Osservazioni                        | Tra ogni tappa       | A partire da Otranto |
| TRANS MARE STADIA MILLE, QVOD FACIT MILIA CENTVM, ET VENIS ODRONTO MANSIO MILLE PASSVS | Attraversi qui il mare per una traversata di mille stadi, ovvero cento miglia, e, mille passi più in la, arrivi alla località di sosta di Otranto |                                     | 0                    | 0                    |
| Mutatio AD DVODECIMVM                                                                  | Calimera |                                     | 13                   | 13                   |
| Mansio CLIPEAS                                                                         | Lecce |                                     | 12                   | 25                   |
| Mutatio VALENTIA                                                                       | Torchiarolo |                                     | 13                   | 38                   |
| Civitas BRINDISI                                                                       | Brindisi |                                     | 11                   | 49                   |
| Mansio SPILENAEES                                                                      | Mezzaluna, Carovigno |                                     | 14                   | 63                   |
| Mutatio AD DECIMVM                                                                     | Torre San Leonardo |                                     | 11                   | 74                   |
| Civitas LEONATIAE                                                                      | Fasano |                                     | 10                   | 84                   |
| Mutatio TVRRES AVRILIANAS                                                              | Polignano a Mare |                                     | 15                   | 99                   |
| Mutatio TVRRES IVLIANA                                                                 | Contrada Padovano, Mola di Bari |                                     | 9                    | 108                  |
| Civitas BEROES                                                                         | Bari |                                     | 11                   | 119                  |
| Mutatio BVTONTONES                                                                     | Bitonto |                                     | 11                   | 130                  |
| Civitas RVBOS                                                                          | Ruvo di Puglia |                                     | 11                   | 141                  |
| Mutatio AD QVINTVMDECIMVM                                                              | Masseria Quadrone, Andria |                                     | 15                   | 156                  |
| Civitas CANVSIO                                                                        | Canosa di Puglia |                                     | 15                   | 171                  |
| Mutatio VNDECIMVM                                                                      | Cerignola |                                     | 11                   | 182                  |
| Civitas SERDONIS                                                                       | Ordona |                                     | 15                   | 197                  |
| Civitas AECAS                                                                          | Troia |                                     | 18                   | 215                  |
| Mutatio AQVILONIS                                                                      | San Vito, Faeto |                                     | 10                   | 225                  |
| FINIS APVLIAE ET CAMPANIAE                                                             | Confine tra Puglia e Campania |                                     |                      |                      |
| Mansio AD EQVVM MAGNVM                                                                 | Ariano Irpino |                                     | 8                    | 233                  |
| Mutatio VICVS FORNO NOVO                                                               | Sant'Arcangelo Trimonte |                                     | 12                   | 245                  |
| Civitas BENEVENTO                                                                      | Benevento |                                     | 10                   | 255                  |
| Civitas et mansio CLAVDIIS                                                             | Montesarchio |                                     | 12                   | 267                  |
| Mutatio NOVAS                                                                          | Santa Maria a Vico |                                     | 9                    | 276                  |
| Civitas CAPVA                                                                          | Capua |                                     | 12                   | 288                  |
| FIT SVMMA AB AVLONA VSQVE CAPVA MILIA CCLXXXVIIII, MVTATIONES XXV, MANSIONES XIII.     | La distanza totale tra Valona e Capua consta di 289 miglia, con 25 cambi di cavalcature e 13 soste.                                               |                                     |                      |                      |

### Diciottesima parte: da Capua a Roma
| Itinerario dell'Anonimo di Bordeaux                                                                          | Itinerario dell'Anonimo di Bordeaux                                                                                  | Itinerario dell'Anonimo di Bordeaux | Distanze (in miglia) | Distanze (in miglia) |
| Nome latino                                                                                                  | Nome attuale | Osservazioni                        | Tra ogni tappa       | A partire da Capua   |
| Mutatio AD OCTAVVM                                                                                           | Capua |                                     | 0                    | 8                    |
| Mutatio PONTE CAMPANO                                                                                        | Falciano del Massico                                                                                                 |                                     | 9                    | 17                   |
| Civitas SONVESSA                                                                                             | Sinuessa |                                     | 9                    | 26                   |
| Civitas MENTVRNAS                                                                                            | Minturnae |                                     | 9                    | 35                   |
| Civitas FORMIS                                                                                               | Formia |                                     | 9                    | 44                   |
| Civitas FVNDIS                                                                                               | Fondi |                                     | 12                   | 56                   |
| Civitas TARRACINA                                                                                            | Terracina |                                     | 13                   | 69                   |
| Mutatio AD MEDIAS                                                                                            | presso Pontinia |                                     | 10                   | 79                   |
| Mutatio APPI FORO                                                                                            | Forum Appii |                                     | 9                    | 88                   |
| Mutatio SPONSAS                                                                                              | Cisterna di Latina                                                                                                   |                                     | 7                    | 95                   |
| Civitas ARICIA et ALBONA                                                                                     | Ariccia e i Castra Albana                                                                                            |                                     | 14                   | 109                  |
| Mutatio AD NONO                                                                                              | Ciampino |                                     | 7                    | 116                  |
| In urbe ROMA                                                                                                 | Roma |                                     | 9                    | 125                  |
| FIT A CAPVA VSQVE AD VRBEM ROMAM MILIA CXXXVI, MVTATIONES XIIII, MANSIONES VIIII                             | La distanza tra Capua e Roma consta di 136 miglia, con 14 cambi di cavalcature e 9 soste.                            |                                     |                      |                      |
| FIT AB HERACLEA PER AVLONA IN VRBE ROMA VSQVE MILIA VNDECIES CENTENA XIII, MVTATIONES CXVII, MANSIONES XLVI. | La distanza, passando per Valona, tra Eraclea e Roma consta di 1113 miglia, con 117 cambi di cavalcature e 46 soste. |                                     |                      |                      |

### Diciannovesima parte: da Roma a Rimini
| Itinerario dell'Anonimo di Bordeaux                                          | Itinerario dell'Anonimo di Bordeaux                                                         | Itinerario dell'Anonimo di Bordeaux | Distanze (in miglia) | Distanze (in miglia) |
| Nome latino                                                                  | Nome attuale                                                                                | Osservazioni                        | Tra ogni tappa       | A partire da Roma    |
| AB VRBE MEDIOLANIVM                                                          | Questo è il percorso per andare a Milano                                                    |                                     |                      |                      |
| Mutatio RVBRAS                                                               | Saxa Rubra                                                                                  |                                     | 0                    | 8                    |
| Mutatio AD VICENSIMVM                                                        | Morlupo                                                                                     |                                     | 11                   | 19                   |
| Mutatio AQVA VIVA                                                            | Civita Castellana                                                                           |                                     | 12                   | 31                   |
| Civitas VCRICVLO                                                             | Otricoli                                                                                    |                                     | 12                   | 43                   |
| Civitas NARNIAE                                                              | Narni                                                                                       |                                     | 12                   | 55                   |
| Civitas INTERAMNA                                                            | Terni                                                                                       |                                     | 9                    | 64                   |
| Mutatio TRIBVS TABERNIS                                                      | Rocca San Zenone                                                                            |                                     | 3                    | 67                   |
| Mutatio FANI FVGITIVI                                                        | Valico della Somma                                                                          |                                     | 10                   | 77                   |
| Civitas SPOLITIO                                                             | Spoleto                                                                                     |                                     | 7                    | 84                   |
| Mutatio SACRARIA                                                             | Pissignano                                                                                  |                                     | 8                    | 92                   |
| Civitas TREVIS                                                               | Trevi                                                                                       |                                     | 4                    | 96                   |
| Civitas FVLGINIS                                                             | Foligno                                                                                     |                                     | 5                    | 101                  |
| Civitas FORO FLAMINI                                                         | San Giovanni Profiamma                                                                      |                                     | 3                    | 104                  |
| Civitas NOCERIA                                                              | Nocera Umbra                                                                                |                                     | 12                   | 116                  |
| Civitas PTANIAS                                                              | Gualdo Tadino                                                                               |                                     | 8                    | 124                  |
| Mansio HERBELLONI                                                            | Fossato di Vico                                                                             |                                     | 7                    | 131                  |
| Mutatio AD HESIS                                                             | Scheggia e Pascelupo                                                                        |                                     | 10                   | 141                  |
| Mutatio AD CALE                                                              | Cagli                                                                                       |                                     | 14                   | 155                  |
| Mutatio INTERCISA                                                            | Gola del Furlo                                                                              |                                     | 9                    | 164                  |
| Civitas FORO SEMPRONI                                                        | Fossombrone                                                                                 |                                     | 9                    | 173                  |
| Mutatio AD OCTAVO                                                            | Calcinelli                                                                                  |                                     | 9                    | 182                  |
| Civitas FANO FVRTVNAE                                                        | Fano                                                                                        |                                     | 8                    | 190                  |
| Civitas PISAVRO                                                              | Pesaro                                                                                      |                                     | 8                    | 198                  |
| Civitas ARIMINVM                                                             | Rimini                                                                                      |                                     | 24                   | 222                  |
| FIT A ROMA VSQVE ARIMINVM MILIA CCXXIIII, MVTATIONES XXIIII, MANSIONES XIIII | La distanza tra Roma e Rimini consta di 224 miglia, con 24 cambi di cavalcature e 14 soste. |                                     |                      |                      |

### Ventesima parte: da Rimini a Milano
| Itinerario dell'Anonimo di Bordeaux                                                              | Itinerario dell'Anonimo di Bordeaux                                                                | Itinerario dell'Anonimo di Bordeaux                                                                 | Distanze (in miglia) | Distanze (in miglia) |
| Nome latino                                                                                      | Nome attuale                                                                                       | Osservazioni                                                                                        | Tra ogni tappa       | A partire da Rimini  |
| Mutatio CONPETV                                                                                  | Savignano sul Rubicone                                                                             | | 0                    | 12                   |
| Civitas CESENA                                                                                   | Cesena                                                                                             | | 6                    | 18                   |
| Civitas FORO POPVLI                                                                              | Forlimpopoli                                                                                       | | 6                    | 24                   |
| Civitas FORO LIVI                                                                                | Forlì                                                                                              | | 6                    | 30                   |
| Civitas FAVENTIA                                                                                 | Faenza                                                                                             | | 5                    | 35                   |
| Civitas FORO CORNELI                                                                             | Imola                                                                                              | | 10                   | 45                   |
| Civitas CLATERNO                                                                                 | Claterna                                                                                           | | 13                   | 58                   |
| Civitas BONONIA                                                                                  | Bologna                                                                                            | | 10                   | 68                   |
| Mutatio AD MEDIAS                                                                                | Crespellano                                                                                        | | 15                   | 83                   |
| Mutatio VICTORIOLAS                                                                              | Fossalta                                                                                           | | 10                   | 93                   |
| Civitas MVTENA                                                                                   | Modena                                                                                             | | 3                    | 96                   |
| Mutatio PONTE SECIES                                                                             | Cittanova di Modena                                                                                | | 5                    | 101                  |
| Civitas REGIO                                                                                    | Reggio Emilia                                                                                      | | 8                    | 109                  |
| Mutatio CANNETO                                                                                  | Taneto                                                                                             | | 10                   | 119                  |
| Civitas PARME                                                                                    | Parma                                                                                              | | 8                    | 127                  |
| Mutatio AD TARVM                                                                                 | Ponte Taro                                                                                         | | 7                    | 134                  |
| Mansio FIDENTIAE                                                                                 | Fidenza                                                                                            | | 8                    | 142                  |
| Mutatio AD FONTECLOS                                                                             | Fiorenzuola d'Arda                                                                                 | | 8                    | 150                  |
| Civitas PLACENTIA                                                                                | Piacenza                                                                                           | | 13                   | 163                  |
| Mutatio AD ROTA                                                                                  | Ospedaletto Lodigiano                                                                              | | 11                   | 174                  |
| Mutatio TRIBVS TABERNIS                                                                          | Borghetto Lodigiano                                                                                | | 5                    | 179                  |
| Civitas LAVDE                                                                                    | Lodi Vecchio                                                                                       | | 8                    | 187                  |
| Mutatio AD NONVM                                                                                 | Melegnano                                                                                          | | 7                    | 194                  |
| Civitas MEDIOLANVM                                                                               | Milano                                                                                             | | 7                    | 201                  |
| FIT OMNIS SVMMA AB VRBE ROMA MEDIOLANVM VSQVE MILIA CCCCXVI, MVTATIONES XLIIII, MANSIONES XXIIII | La distanza totale tra Roma e Milano consta di 416 miglia, con 44 cambi di cavalcature e 24 soste. | A differenza delle altre volte, qui l'Anonimo somma due tratte, ovvero Roma-Rimini e Rimini-Milano. |                      |                      |
| EXPLICIT ITINERARIVM                                                                             | Termina qui la descrizione del viaggio.                                                            | Il tracciato di ritorno da Milano a Bordeaux è omesso perché è il medesimo descritto all'andata.    |                      |                      |

## Importanza documentaria
Il documento offre una breve descrizione di Gerusalemme e di altri luoghi visitati in Terrasanta. La sua rilevanza però sta soprattutto nella conferma del buono stato in cui versava nel IV secolo la viabilità consolare romana, e nell'aver tramandato i toponimi adottati in quel periodo per definire città e località minori lungo il percorso.
L'autore, con una prosa scarna, non solo annota le più importanti città toccate, ma anche le mansiones (centri più piccoli muniti di locanda) e le mutationes (luoghi intermedi deputati al solo cambio dei cavalli), indicando per ciascuna tratta la distanza in miglia.
A partire dal 2012, l'Itinerario è stato proposto come Cammino Culturale dal Gruppo Archeologico di Terra d'Otranto, candidandolo al riconoscimento quale "Itinerario Europeo" del Consiglio d'Europa.

### Annotazioni
1. ↑  Nome latino classico: Sirio
2. ↑  Nome latino classico: Cossium, oppure Vasatis
3. ↑  Nome latino classico: Oscincium
4. ↑  Nome latino classico: Sotium
5. ↑  Nome latino classico: Elimberrum
6. ↑  Nome latino classico: Tolosa
7. ↑  Nome latino classico: Elusio
8. ↑  Nome latino classico: Sostomagus
9. ↑  Nome latino classico: Hebromagus, oppure Eburomagus
10. ↑  Nome latino classico: Carcasso
11. ↑  Nome latino classico: Usuerva
12. ↑  Nome latino classico: Colonia Narbo Martius
13. ↑  Nome latino classico: Colonia Baeterrae
14. ↑  Nome latino classico: Cessero, oppure Araura
15. ↑  Nome latino classico: Forum Domitii
16. ↑  Nome latino classico: Sextantio, oppure Substantion
17. ↑  Nome latino classico: Ambrussum
18. ↑  Nome latino classico: Colonia Augusta Nemausus
19. ↑  Nome latino classico: Pons Aerarius
20. ↑  Nome latino classico: Colonia Iulia Paterna Arelate Sextanorum
21. ↑  Nome latino classico: Ernaginum
22. ↑  Nome latino classico: Bellintum
23. ↑  Nome latino classico: Avennio
24. ↑  Nome latino classico: Colonia Iulia Secundanorum Arausio
25. ↑  Nome latino classico: Acunum, oppure Akousion
26. ↑  Nome latino classico: Batiana
27. ↑  Nome latino classico: Umbennum
28. ↑  Nome latino classico: Valentia Iulia
29. ↑  Nome latino classico: Colonia Dea Vocontiorum, oppure Dea Augusta
30. ↑  Nome latino classico: Lucus Augusti
31. ↑  Nome latino classico: Vologatae
32. ↑  Nome latino classico: Cambonum
33. ↑  Nome latino classico: Mons Seleucus
34. ↑  Nome latino classico: Davianum
35. ↑  Nome latino classico: Vappincum
36. ↑  Nome latino classico: Caturigomagus
37. ↑  Nome latino classico: Eburodunum
38. ↑  Nome latino classico: Rama
39. ↑  Nome latino classico: Brigantio
40. ↑  Nome latino classico: Gaesao, oppure Tyrium
41. ↑  Nome latino classico: Ad Martis
42. ↑  Nome latino classico: Segusio
43. ↑  Nome latino classico: Colonia Augusta Taurinorum
44. ↑  Nome latino classico: Quadrata
45. ↑  Nome latino classico: Cestae
46. ↑  Nome latino classico: Rigomagus
47. ↑  Nome latino classico: Carbantia
48. ↑  Nome latino classico: Cuttiae
49. ↑  Nome latino classico: Laumellum
50. ↑  Nome latino classico: Durriae
51. ↑  Nome latino classico: Ticinum
52. ↑  Nome latino classico: Pons Aureoli
53. ↑  Nome latino classico: Bergomum
54. ↑  Nome latino classico: Brixia
55. ↑  Nome latino classico: Cadianum
56. ↑  Nome latino classico: Auraei
57. ↑  Nome latino classico: Vicetia
58. ↑  Nome latino classico: Patavium
59. ↑  Nome latino classico: Meduacus Maior
60. ↑  Nome latino classico: Altinum
61. ↑  Nome latino classico: Ad Sanos
62. ↑  Nome latino classico: Iulia Concordia
63. ↑  Nome latino classico: Fluvio Frigido
64. ↑  Nome latino classico: In Alpe Iulia
65. ↑  Nome latino classico: Longaticum
66. ↑  Nome latino classico: Atrans
67. ↑  Nome latino classico: Ad Lotodos
68. ↑  Nome latino classico: Ragando
69. ↑  Nome latino classico: Poetovio
70. ↑  Nome latino classico: Populi
71. ↑  Nome latino classico: Sonista
72. ↑  Nome latino classico: Piretis
73. ↑  Nome latino classico: Lentulis
74. ↑  Nome latino classico: Marinianis, oppure Magniana
75. ↑  Nome latino classico: Berebae
76. ↑  Nome latino classico: Mursella
77. ↑  Nome latino classico: Ad Labores Pontis Ulcae
78. ↑  Nome latino classico: Cibalae
79. ↑  Nome latino classico: Causilena
80. ↑  Nome latino classico: Budalia
81. ↑  Nome latino classico: Fossae
82. ↑  Nome latino classico: Bassiana
83. ↑  Nome latino classico: Singidunum
84. ↑  Nome latino classico: Tricornium
85. ↑  Nome latino classico: Aureus Mons
86. ↑  Nome latino classico: Vinceia
87. ↑  Nome latino classico: Margum
88. ↑  Nome latino classico: Viminacium
89. ↑  Nome latino classico: Municipium
90. ↑  Nome latino classico: Iovis Pagus
91. ↑  Nome latino classico: Idimum
92. ↑  Nome latino classico: Horreum Margi
93. ↑  Nome latino classico: Sarmates
94. ↑  Nome latino classico: Cametas
95. ↑  Nome latino classico: Praesidium Pompei
96. ↑  Nome latino classico: Gramrianae
97. ↑  Nome latino classico: Naissus
98. ↑  Nome latino classico: Radices
99. ↑  Nome latino classico: Remesiana
100. ↑  Nome latino classico: Turres
101. ↑  Nome latino classico: Burgaraca
102. ↑  Nome latino classico: Helice
103. ↑  Nome latino classico: Bessapara
104. ↑  Nome latino classico: Tugugerum
105. ↑  Nome latino classico: Philippopolis
106. ↑  Nome latino classico: Parambole
107. ↑  Nome latino classico: Cillis
108. ↑  Nome latino classico: Arus
109. ↑  Nome latino classico: Castra Rubra
110. ↑  Nome latino classico: Burdenis
111. ↑  Nome latino classico: Dafabe
112. ↑  Nome latino classico: Burtudizon, oppure Bulgarophygon
113. ↑  Nome latino classico: Bergule, oppure Arcadiopolis
114. ↑  Nome latino classico: Drusipara
115. ↑  Nome latino classico: Tipaso
116. ↑  Nome latino classico: Tzurulum, oppure Cilta
117. ↑  Nome latino classico: Perinthus
118. ↑  Nome latino classico: Daunion Teichos
119. ↑  Nome latino classico: Sely(m)bria, oppure Eudoxiopolis
120. ↑  Nome latino classico: Athyras
121. ↑  Nome latino classico: Rhegion
122. ↑  Nome latino classico: Constantinopolis
123. ↑  Nome latino classico: Panteichion
124. ↑  Nome latino classico: Potamoi
125. ↑  Nome latino classico: Libyssa
126. ↑  Nome latino classico: Brunca
127. ↑  Nome latino classico: Eribolon
128. ↑  Nome latino classico: Nicaea
129. ↑  Nome latino classico: Mygdum
130. ↑  Nome latino classico: Tattaio
131. ↑  Nome latino classico: Dableis
132. ↑  Nome latino classico: Dadastana
133. ↑  Nome latino classico: Hieronpotamon
134. ↑  Nome latino classico: Lagania, oppure Anastasiosopolis
135. ↑  Nome latino classico: Petobrogen
136. ↑  Nome latino classico: Manegordo
137. ↑  Nome latino classico: Cenaxis Palus
138. ↑  Nome latino classico: Ancyra
139. ↑  Nome latino classico: Dilimnia
140. ↑  Nome latino classico: Gorbeus
141. ↑  Nome latino classico: Rosolodiacus, oppure Orsologiakos
142. ↑  Nome latino classico: Parnassos
143. ↑  Nome latino classico: Oz(i)zala
144. ↑  Nome latino classico: Colonia Claudia Archelais, oppure Garsaura
145. ↑  Nome latino classico: Nazianzus, oppure Nandianulus
146. ↑  Nome latino classico: Andabalis
147. ↑  Nome latino classico: Tyana, oppure Colonia Aurelia Antoniniana
148. ↑  Nome latino classico: Colonia Faustinopolis, oppure Halala
149. ↑  Nome latino classico: Podandus, oppure Adana
150. ↑  Nome latino classico: Panhormus, oppure Pylai
151. ↑  Nome latino classico: Ma(m)psoukrenai
152. ↑  Nome latino classico: Tarsus, oppure Antiochia ad Cydnum
153. ↑  Nome latino classico: Antiochia ad Sarum, oppure Antiochia in Cilicia
154. ↑  Nome latino classico: Mamistra, oppure Mopsuestia
155. ↑  Nome latino classico: Katabolos
156. ↑  Nome latino classico: Alexandria ad Issum
157. ↑  Nome latino classico: Platanoi
158. ↑  Nome latino classico: Pagrae
159. ↑  Nome latino classico: Antiochia ad Orontem
160. ↑  Nome latino classico: Daphne
161. ↑  Nome latino classico: Laodicea
162. ↑  Nome latino classico: Arca (Caesarea), oppure Caesarea (ad Libanum) o Heraclea in Phoenicia
163. ↑  Nome latino classico: Tripolis
164. ↑  Nome latino classico: Trieres
165. ↑  Nome latino classico: Botrys
166. ↑  Nome latino classico: Palaeibyblos
167. ↑  Nome latino classico: Colonia Iulia Augusta felix Berytus, in precedenza Laodicea in Phoenicia
168. ↑  Nome latino classico: Porphyreon Polis
169. ↑  Nome latino classico: Colonia Aurelia Pia Sidon
170. ↑  Nome latino classico: Colonia Septimia Severa Tyrus
171. ↑  Nome latino classico: Ekdippa
172. ↑  Nome latino classico: Ptolemais, oppure Akre
173. ↑  Nome latino classico: Sykamina, oppure Castra Samaritanorum
174. ↑  Nome latino classico: Colonia Prima Flavia Augusta Caesarea
175. ↑  Nome latino classico: Maximianopolis, oppure Legio o Caporcotani
176. ↑  Nome latino classico: Scythopolis, oppure Nysa
177. ↑  Nome latino classico: Neapolis
178. ↑  Nome latino classico: Garizein Mons
179. ↑  Nome latino classico: Sychem
180. ↑  Nome latino classico: Nicopolis, oppure Emmaus
181. ↑  Nome latino classico: Antipatris
182. ↑  Nome latino classico: Colonia Prima Flavia Augusta Caesariensis
183. ↑  Nome latino classico: Beodizo
184. ↑  Nome latino classico: Apri, oppure Colonia Claudia Aprensis
185. ↑  Nome latino classico: Syracellae
186. ↑  Nome latino classico: Kyssos
187. ↑  Nome latino classico: Kypsela
188. ↑  Nome latino classico: Dymae
189. ↑  Nome latino classico: Traianopolis
190. ↑  Nome latino classico: Tempyra
191. ↑  Nome latino classico: Salae
192. ↑  Nome latino classico: Milolito
193. ↑  Nome latino classico: Brendice
194. ↑  Nome latino classico: Maximianopolis in Rhodope, oppure Mosynopolis o Porsulae
195. ↑  Nome latino classico: Stabulo Diomedis
196. ↑  Nome latino classico: Topirus
197. ↑  Nome latino classico: Purdae
198. ↑  Nome latino classico: Acontisma
199. ↑  Nome latino classico: Neapolis
200. ↑  Nome latino classico: Philippi, oppure Colonia Augusta Iulia Philippensis
201. ↑  Nome latino classico: Amphipolis
202. ↑  Nome latino classico: Arethusa
203. ↑  Nome latino classico: Apollonia
204. ↑  Nome latino classico: Duodea
205. ↑  Nome latino classico: Gephyra
206. ↑  Nome latino classico: Pella
207. ↑  Nome latino classico: Kyrros
208. ↑  Nome latino classico: Edessa
209. ↑  Nome latino classico: Cellae
210. ↑  Nome latino classico: Heracleia Lyncestis
211. ↑  Nome latino classico: Castra, oppure Parembole
212. ↑  Nome latino classico: Lychnidos
213. ↑  Nome latino classico: Tres Tabernae
214. ↑  Nome latino classico: Scampis
215. ↑  Nome latino classico: Clodiana
216. ↑  Nome latino classico: Ad Novas
217. ↑  Nome latino classico: Apsos
218. ↑  Nome latino classico: Apollonia
219. ↑  Nome latino classico: Aulon(a)
220. ↑  Nome latino classico: Hydruntum
221. ↑  Nome latino classico: Lupiae
222. ↑  Nome latino classico: Valetium, oppure Balesium
223. ↑  Nome latino classico: Brundisium
224. ↑  Nome latino classico: Ad Speluncas
225. ↑  Nome latino classico: Egnatia
226. ↑  Nome latino classico: Turris Caesaris
227. ↑  Nome latino classico: Turres Iulianae
228. ↑  Nome latino classico: Barium
229. ↑  Nome latino classico: Butuntum
230. ↑  Nome latino classico: Rubi
231. ↑  Nome latino classico: Canusium
232. ↑  Nome latino classico: Ad Undecimum
233. ↑  Nome latino classico: Herdoniae
234. ↑  Nome latino classico: Aecae
235. ↑  Nome latino classico: Lucus Aquilonensis
236. ↑  Nome latino classico: Aequum Tuticum
237. ↑  Nome latino classico: Forum Novum
238. ↑  Nome latino classico: Beneventum
239. ↑  Nome latino classico: Caudium
240. ↑  Nome latino classico: Vicus Novaniensis, oppure Ad novas
241. ↑  Nome latino classico: Pons Campanus
242. ↑  Nome latino classico: Sinuessa
243. ↑  Nome latino classico: Minturnae
244. ↑  Nome latino classico: Formiae
245. ↑  Nome latino classico: Fundi
246. ↑  Nome latino classico: Tarracinae
247. ↑  Nome latino classico: Forum Appii
248. ↑  Nome latino classico: Ad Sponsas
249. ↑  Nome latino classico: Aricia e Castra Albana
250. ↑  Nome latino classico: Ad Nonum
251. ↑  Nome latino classico: Saxa Rubra, oppure Ad Rubras
252. ↑  Nome latino classico: Ad Vicesimum
253. ↑  Nome latino classico: Ocriculum
254. ↑  Nome latino classico: Narnia, anticamente anche Nequinum
255. ↑  Nome latino classico: Interamna Nahars
256. ↑  Nome latino classico: Tres Tabernae
257. ↑  Nome latino classico: Fanum Fugitivi
258. ↑  Nome latino classico: Spoletium
259. ↑  Nome latino classico: Trebiae
260. ↑  Nome latino classico: Fulginiae
261. ↑  Nome latino classico: Forum Flaminii
262. ↑  Nome latino classico: Nuceria Camellaria
263. ↑  Nome latino classico: Tadinae
264. ↑  Nome latino classico: Helvillum
265. ↑  Nome latino classico: Ad Aesim
266. ↑  Nome latino classico: Cales, oppure Vicus ad Calem
267. ↑  Nome latino classico: Ad Intercisa Saxa, in seguito anche Petra Pertusa
268. ↑  Nome latino classico: Forum Sempronii
269. ↑  Nome latino classico: Ad Octavum
270. ↑  Nome latino classico: Fanum Fortunae
271. ↑  Nome latino classico: Pisaurum
272. ↑  Nome latino classico: Compitum ad Confluentes
273. ↑  Nome latino classico: Caesena
274. ↑  Nome latino classico: Forum Popilii
275. ↑  Nome latino classico: Forum Livii
276. ↑  Nome latino classico: Forum Cornelii
277. ↑  Nome latino classico: Claterna
278. ↑  Nome latino classico: Victoriolae
279. ↑  Nome latino classico: Mutina
280. ↑  Nome latino classico: Pons Seciae
281. ↑  Nome latino classico: Regium Lepidi
282. ↑  Nome latino classico: Tannetum
283. ↑  Nome latino classico: Parma
284. ↑  Nome latino classico: Fidentia
285. ↑  Nome latino classico: Ad Rotas
286. ↑  Nome latino classico: Tres Tabernae
287. ↑  Nome latino classico: Laus Pompeia

### Fonti
1. ↑  Vanesia (Saint-Jean-Poutge, Gers) : une mutatio aquitaine de l’Itinéraire de Bordeaux à Jérusalem
2. ↑  2018anonyme.blogspot.fr [archive]
3. ↑  «Vlorë (Vlorë, Albanie) » [archive], su data.bnf.fr (consultato il 17 marzo 2021)
4. ↑   La biblioteca più antica del mondo, su Biblioteca Capitolare di Verona. URL consultato il 22 aprile 2021.
5. ↑   Stiftsbezirk St. Gallen - Stiftsbibliothek, su stiftsbezirk.ch. URL consultato il 22 aprile 2021.
6. 1 2  (FR) En ce moment, su BnF - Site institutionnel. URL consultato il 22 aprile 2021.
7. ↑  «e-codices –Bibliothèque virtuelle des manuscrits en Suisse» [archive], sur http://www.ecodices.ch (consultato il 19 marzo 2021)
8. ↑  , 1001-1050 (leggere online [archive])
9. ↑  «ITINÉRAIRE DE BORDEAUX A JÉRUSALEM D'APRÈS UN MANUSCRIT DE LA BIBLIOTHÈQUE DU CHAPITRE DE VÉRONE Suivi d'une description des lieux saints tirée d'un manuscrit de la Bibliothèque impériale»[archive], su pdfslide.fr (consultato il 19 marzo 2021)
10. ↑  , 1845 (leggere online [archive])
11. ↑  (la) Gustav Parthey et M. Pinder, Nicolai, 1848 (leggere online [archive])
12. ↑  (en) M. Pearce et P. Tozzi,  « Argentea: a Pleiades place resource » [archive], sur Pleiades: a gazetteer of past places, 20 octobre 2012 (consultato il 17 marzo 2021)
13. ↑  Michele Matteazzi, «La via Pelosa ad ovest di Padova: appunti per una nuova analisi », Quaderni di Archeologia del Veneto, 2005, pp. 163-169 (leggere online  [archive], consultato il 13 marzo 2021)
14. ↑   C.R.Whittaker e C.R.Whittaker, Frontiers of the Roman empire. A social and economic study, Baltimora & London, 1997.
15. ↑   Marko FRELIH, LA MANSIO ROMANA DI LONGATICUM • LOGATEC (SLOVENIA) (PDF), in Quaderni friulimi di archeologia XlI, 2002,  pp. 77-82.
16. ↑  (EN) Jana Horvat, Milan Sagadin, Emona’s countryside (PDF), in Emona MM, 2012,  pp. p 202-223.
17. ↑  (EN) Emona: The Roman Settlements of the Ancient Ljubljana | Slovenia Tour, su sloveniatour.si, 4 settembre 2020. URL consultato il 16 marzo 2021.
18. ↑  (EN) Janja ŽELEZNIKAR, Julijana VISOČNIK, Atrans - Trojane, in Opera Instituti Archaeologici Sloveniae 40, 2020,  pp. 249-293.
19. ↑  (SL) Multimedijski center RTV Slovenija, Civitas Celeia romana, su RTV 4D. URL consultato il 21 marzo 2021.
20. ↑   Ragando - Vici.org, su vici.org. URL consultato il 21 marzo 2021.
21. ↑   Pultovia - Vici.org, su vici.org. URL consultato il 10 aprile 2021.
22. ↑  (EN) Anja RAGOLIČ, The territory of Poetovio and the boundary between Noricum and Pannonia (PDF), in Arheološki vestnik 65, 2014,  pp. p 323–351.
23. ↑  (EN) Mojca VOMER GOJKOVIČ, Roman architectural elements in Poetovio, in Histria Antiqua data=2011,  pp. 347-354.
24. ↑   Populi - Vici.org, su vici.org. URL consultato il 10 aprile 2021.
25. ↑   Ludbreg before Ludbreg – Archaeological Excavations of Ancient Iovia, su h-r-z.hr. URL consultato il 16 marzo 2021.
26. ↑   Ludbreg prije Ludbrega - arheološka istraživanja antičke Jovije, su hrz.hr. URL consultato il 10 aprile 2021.
27. ↑   Sonista - Vici.org, su vici.org. URL consultato il 10 aprile 2021.
28. ↑  (EN) M. Šašel Kos e Kos P., ‘Piretis’: a Pleiades place resource, su Pleiades: a gazetteer of past places, 12 dicembre 2015. URL consultato il 16 marzo 2021.
29. ↑   Lentulus - Vici.org, su vici.org. URL consultato il 10 aprile 2021.
30. ↑   Mutatio Cocconis - Vici.org, su vici.org. URL consultato il 16 marzo 2021.
31. ↑   Serota - Vici.org, su vici.org. URL consultato il 16 marzo 2021.
32. ↑   Mansio Maurianis - Vici.org, su vici.org. URL consultato il 16 marzo 2021.
33. ↑   Vereis - Vici.org, su vici.org. URL consultato il 16 marzo 2021.
34. ↑  (HR) Kujundžić Miroslav, Rimske Cibalae, in Essehist : časopis studenata povijesti i drugih društveno-humanističkih znanosti, vol. 6, n. 6, 18 dicembre 2014,  pp. 22-29, ISSN 1847-6236 (WC · ACNP). URL consultato il 16 marzo 2021.
35. ↑  (EN) J. J. Wilkes, ‘Ulmo’: a Pleiades place resource, su Pleiades: a gazetteer of past places, 20 ottobre 2012. URL consultato il 16 marzo 2021.
36. ↑  (EN) J. J. Wilkes, Serdica: a Pleiades place resource, su Pleiades: a gazetteer of past places, 22 settembre 2018. URL consultato il 6 aprile 2021.
37. ↑   Extuomne - Vici.org, su vici.org. URL consultato il 6 aprile 2021.
38. ↑   Road Station Burgaraca - Vici.org, su vici.org. URL consultato il 6 aprile 2021.
39. ↑   Sparata - Vici.org, su vici.org. URL consultato il 6 aprile 2021.
40. ↑  (EN) J. J. Wilkes, Helice: a Pleiades place resource, su Pleiades: a gazetteer of past places, 20 ottobre 2012. URL consultato il 6 aprile 2021.
41. ↑   Soneio-Stipon - Vici.org, su vici.org. URL consultato il 6 aprile 2021.
42. ↑   Castra and Road Station Pont Uqasi - Vici.org, su vici.org. URL consultato il 6 aprile 2021.
43. ↑   Bona Maniso - Vici.org, su vici.org. URL consultato il 6 aprile 2021.
44. ↑   Station Besapara - Vici.org, su vici.org. URL consultato il 6 aprile 2021.
45. ↑   Tugugerum - Vici.org, su vici.org. URL consultato il 7 aprile 2021.
46. ↑   Philipopolis - Vici.org, su vici.org. URL consultato il 6 aprile 2021.
47. ↑   Sernota - Vici.org, su vici.org. URL consultato il 6 aprile 2021.
48. ↑   Parambole - Vici.org, su vici.org. URL consultato il 6 aprile 2021.
49. ↑   Cillis - Vici.org, su vici.org. URL consultato il 6 aprile 2021.
50. ↑   Statio Karasura - Vici.org, su vici.org. URL consultato il 6 aprile 2021.
51. ↑   Station - Vici.org, su vici.org. URL consultato il 6 aprile 2021.
52. ↑   Station Pale - Vici.org, su vici.org. URL consultato il 6 aprile 2021.
53. ↑   Via Militaris Castra rubra - Vici.org, su vici.org. URL consultato il 7 aprile 2021.
54. ↑   Urisio - Vici.org, su vici.org. URL consultato il 6 aprile 2021.
55. ↑   Bergoule - Vici.org, su vici.org. URL consultato il 6 aprile 2021.
56. ↑   Tipaso - Vici.org, su vici.org. URL consultato il 6 aprile 2021.